# Samtgemeinde Jümme

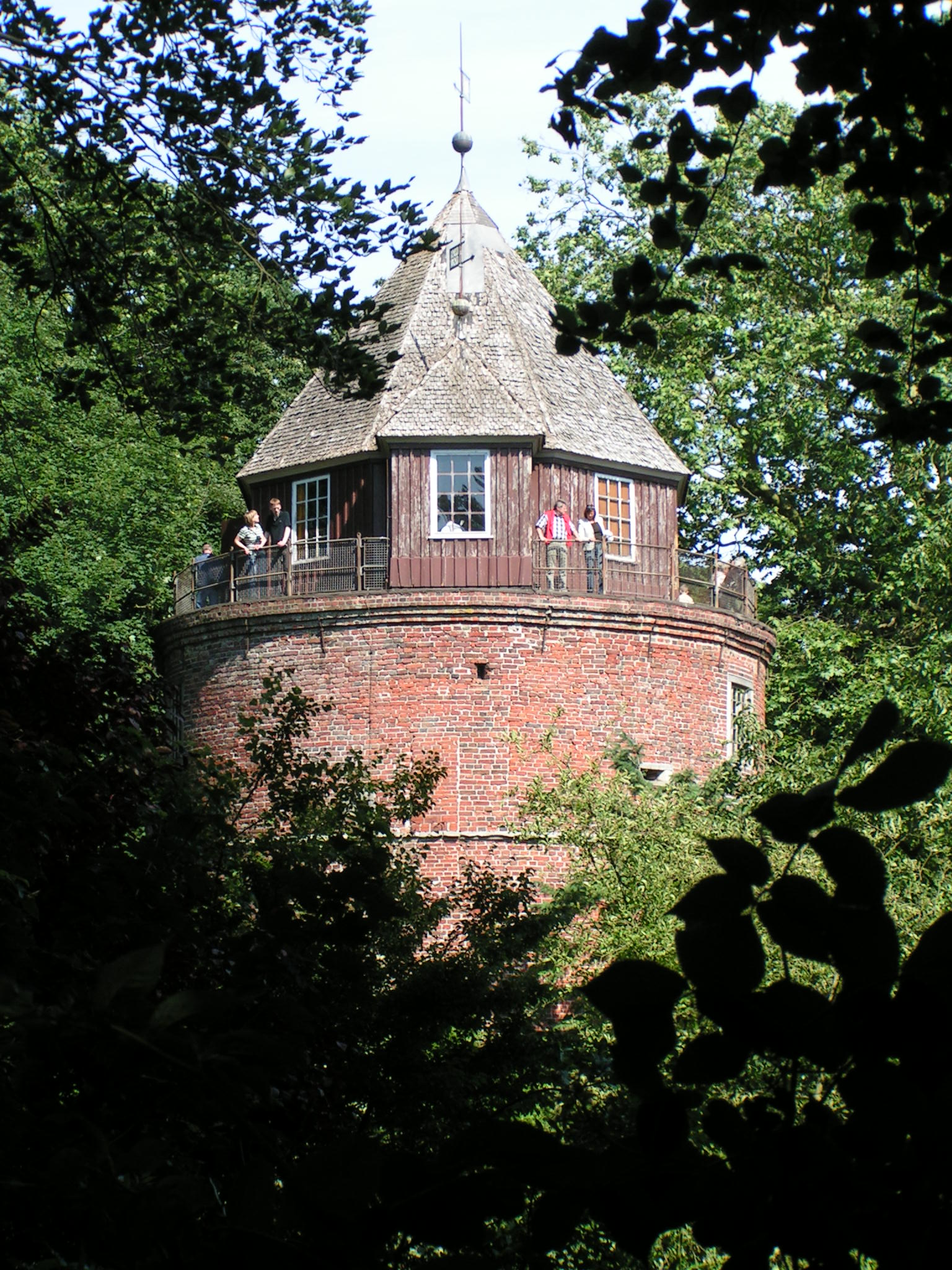
Rundturm der Burg Stickhausen

Die Samtgemeinde Jümme ist ein Gemeindeverband im Landkreis Leer in der niedersächsischen Region Ostfriesland. Sie ist neben der Samtgemeinde Hesel eine der beiden Samtgemeinden im Landkreis und besteht aus den drei Gemeinden Detern, Filsum und Nortmoor, die sich im Zuge der kommunalen Gebietsreform im Jahre 1973 zusammengeschlossen haben. Benannt ist Jümme nach dem gleichnamigen Fluss, der alle drei Mitgliedsgemeinden durchfließt. Als Verwaltungssitz dient Filsum.
Aufgrund der Lage an Jümme und Leda wird Jümme auch „Zweistromland“ genannt; der ostfriesische Geograf Dodo Wildvang prägte bereits in den 1920er-Jahren den Begriff „ostfriesisches Mesopotamien“. An den Flüssen befinden sich mit der Pünte Wiltshausen die nach Gemeindeangaben älteste noch in Betrieb befindliche handgezogene Fähre Mitteleuropas sowie Deutschlands schmalste Autobrücke im Ortsteil Amdorf.
Die Samtgemeinde hat für Ostfriesland historische Bedeutung durch die Schlacht von Detern, in der im Jahre 1426 der ostfriesische Häuptling Focko Ukena seinen Widersacher Ocko II. tom Brok und dessen Verbündete besiegte. Die Burg Stickhausen im gleichnamigen Ortsteil war darüber hinaus über rund drei Jahrhunderte eine wichtige Grenzbefestigung der Grafschaft Ostfriesland. Zum kulturellen Erbe der Samtgemeinde zählen neben den Überresten der Burg auch historische Kirchen, von denen die Filsumer St.-Paulus-Kirche aus dem 13. Jahrhundert die älteste ist.
Die selbst im innerostfriesischen Vergleich nur dünn besiedelte Samtgemeinde ist landwirtschaftlich geprägt, wobei in den Grünlandniederungen entlang der Flüsse vor allem Milchwirtschaft vorherrscht. Der Tourismus ist von einiger Bedeutung, unter den Kommunen des Landkreises Leer liegt Jümme bei den Übernachtungszahlen auf dem dritten Rang hinter Borkum und der Kreisstadt. Jümme ist kaum industrialisiert und insgesamt ein Auspendler-Gebiet, vor allem in die benachbarte Kreisstadt.

## Geografie

### Lage und Ausdehnung
Die Samtgemeinde Jümme liegt im östlichen Landkreis Leer in Ostfriesland, im Nordwesten des deutschen Bundeslandes Niedersachsen. Der Hauptort Filsum liegt etwa zehn Kilometer vom Zentrum der Kreisstadt Leer entfernt. Die nächstgelegene Großstadt ist Oldenburg, etwa 42 Kilometer Luftlinie in östlicher Richtung von Filsum. Weitere größere, nahe gelegene Städte sind Emden (etwa 30 Kilometer entfernt) sowie Aurich (knapp 27 Kilometer entfernt).
Mit 6453 Einwohnern, die sich auf 82,34 Quadratkilometer verteilen, ist die Samtgemeinde Jümme nur dünn besiedelt: Auf jeden Quadratkilometer kommen im Durchschnitt etwa 78 Einwohner. Damit liegt die Samtgemeinde weit unter dem ostfriesischen Durchschnitt von 148 Einwohnern pro Quadratkilometer, der seinerseits den niedersächsischen (168) und den bundesrepublikanischen Durchschnitt (230) noch deutlich unterschreitet. Mit ihren rund 6500 Einwohnern liegt die Samtgemeinde (verglichen mit anderen Samt- sowie Einheitsgemeinden) unter den Kommunen Ostfrieslands nach der Einwohnerzahl im unteren Bereich. Das Regionale Raumordnungsprogramm des Landkreises Leer teilt dem Hauptort Filsum die Funktion eines Grundzentrums für das Samtgemeindegebiet zu.
Flächengrößte Mitgliedsgemeinde der drei Kommunen umfassenden Samtgemeinde ist Detern. Mit 43,3 Quadratkilometern ist sie nach Hesel die zweitgrößte Mitgliedsgemeinde der sechs ostfriesischen Samtgemeinden.

### Geologie und Böden
Geologisch wird die Samtgemeinde Jümme wie ganz Ostfriesland oberflächlich von Schichten des Pleistozäns und des Holozäns gebildet. Pleistozäne Schichten sind in den Geestgegenden zu finden, die den Großteil des Samtgemeindegebiets ausmachen. Teils liegt auf den Geestschichten Moorboden auf, eine holozäne Schicht. Die Böden der ostfriesischen Geest wurden größtenteils aus Decksanden und Geschiebelehm gebildet.
Entlang der Leda und der Jümme besteht der Boden aus Flussmarschen, die aus schluffigen Tonen gebildet werden. Im Übergangsbereich zwischen den Flüssen und der Geest schließen sich Moormarschen an, die aus Tonschichten von zumeist weniger als 40 Zentimeter Dicke auf Moorböden bestehen. Der zentrale Bereich des Gebiets zwischen der Leda und der Jümme wird von inzwischen vollständig kultiviertem Niedermoor gebildet. Nördlich und östlich dieses Gebiets, im Bereich der Orte Nortmoor, Filsum, Detern und Stickhausen, herrschen Podsol-Böden in zumeist feuchter Lage vor. Sie liegen zumeist auf Ortstein und sind im Laufe der Jahrhunderte durch Plaggenesch in ihrer Tragfähigkeit verbessert worden. Durch Plaggendüngung, die bis zum Auftreten des Kunstdüngers am Ende des 19. Jahrhunderts jahrhundertelang vorgenommen wurde, gibt es besonders in der Umgebung der Geestdörfer anthropogene Plaggeneschböden. Durch den ständigen Neubodenauftrag liegt der Esch, in Ostfriesland (die) Gaste genannt, heute höher als die Dorfkerne. Durch diese Form der Düngung wurde die Bodenwertzahl deutlich gesteigert, wenn sie auch immer noch klar hinter den fruchtbaren Böden der Marsch zurückblieb. Teilweise sind die Podsol-Böden von Anmoor durchsetzt oder wurden dort durch Abtorfung und anschließende Kultivierung in Flächen mit stark humosem Oberboden umgewandelt. Entlang des Flüsschen Holtlander Ehetief und entlang des Südgeorgsfehnkanals befinden sich Streifen von Niedermoor.

### Gewässer

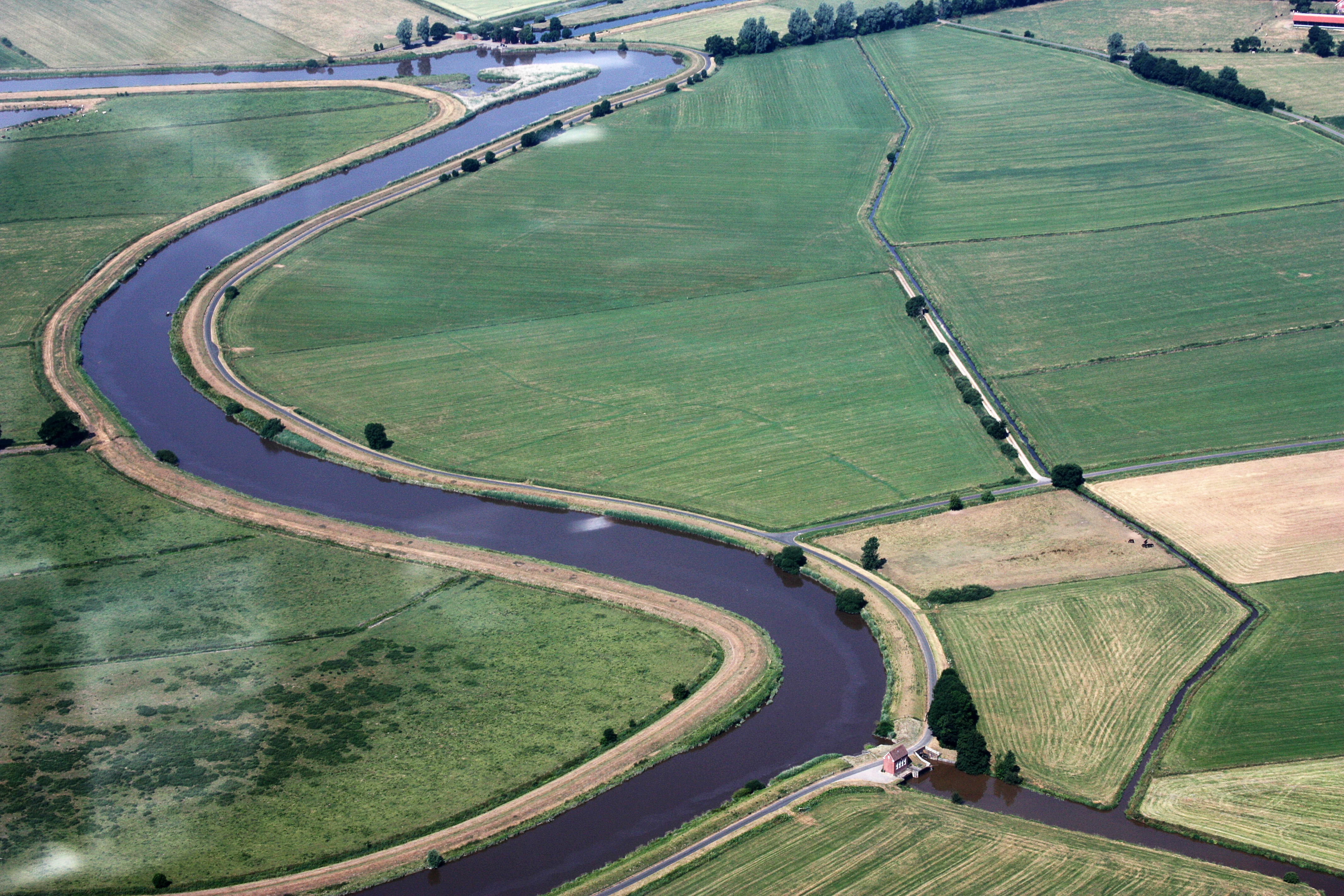
Luftbild der Jümme

5,5 Prozent des Samtgemeindegebiets sind Wasserflächen: In Jümme gibt es mehr als 150 Kilometer Fließgewässer, hinzu kommen Seen, Kolke und Altarme. Wichtigster Fluss ist die Jümme, deren Name sich im Samtgemeindenamen widerspiegelt. An der Grenze zur Stadt Leer fließt die Jümme in die Leda, die zuvor in der Gemarkung Amdorf ebenfalls wenige Kilometer über das Samtgemeindegebiet verläuft und weiter flussaufwärts nur wenig südlich von der Samtgemeindegrenze fließt. Auf dem Gebiet der Samtgemeinde ist die Leda als Binnenwasserstraße klassifiziert. Aufgrund dieser Lage an den beiden Flüssen hat der ostfriesische Geograf Dodo Wildvang bereits in den 1920er-Jahren vom „ostfriesischen Mesopotamien“ gesprochen, als er das Gebiet der heutigen Samtgemeinde beschrieb. In der Eigendarstellung nennt sich die Samtgemeinde bis heute gerne „Zweistromland“.

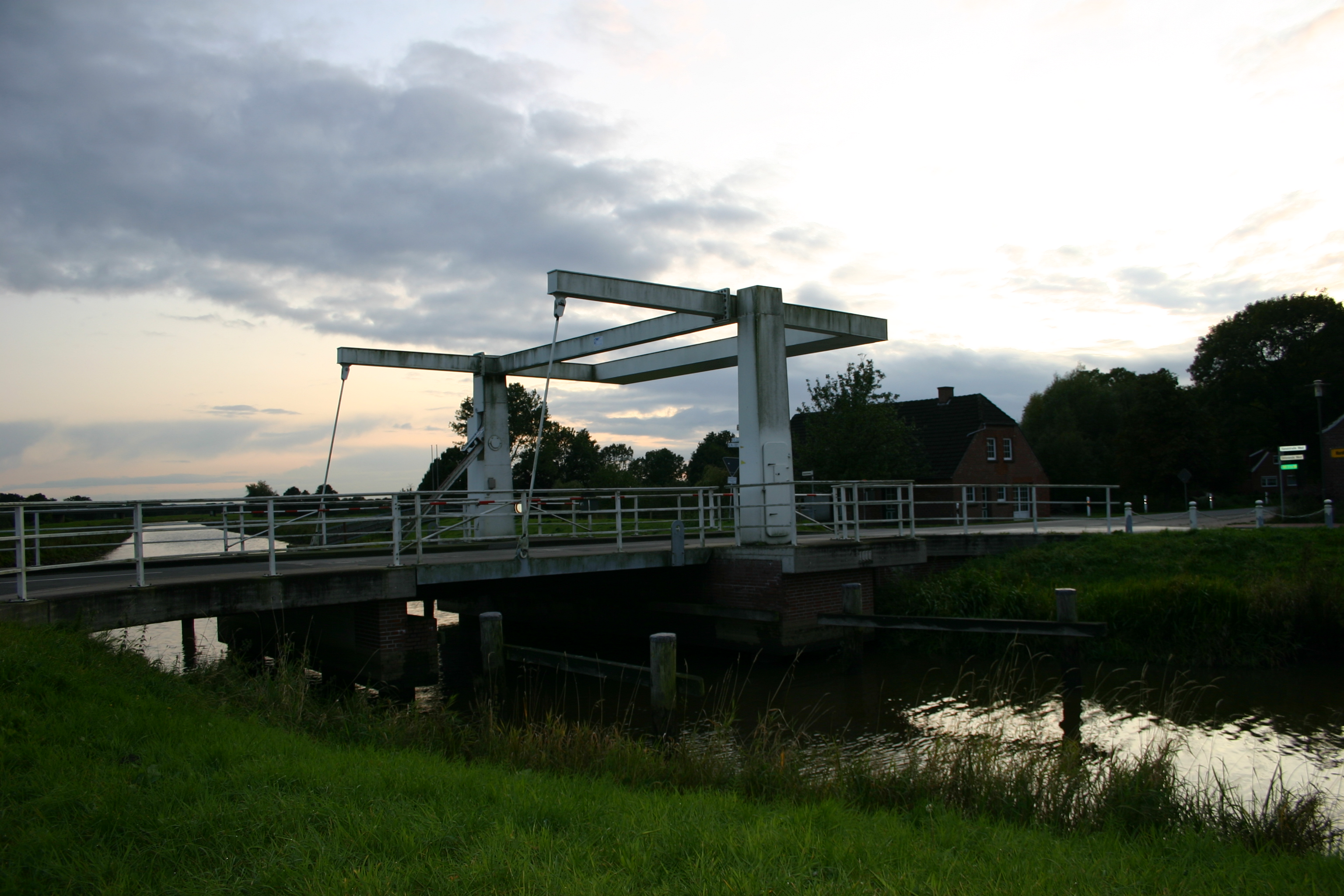
Klappbrücke über den Nordgeorgsfehnkanal bei Brückenfehn: Das Bauwerk wurde im Jahr 2000 als Ersatz für einen Vorgängerbau errichtet und erlaubt die zügige Durchfahrt von Booten.

Sofern das Leda-Sperrwerk in Leer nicht – was bei schweren Sturmfluten vorkommt – geschlossen ist, ist der Tidenhub über die Ems bis weit ins Landesinnere spürbar. Der mittlere Tidehub beträgt beim Leda-Sperrwerk drei Meter und am Dreyschloot, einer Querverbindung zwischen Leda und Jümme im Ortsteil Barge im Südosten des Samtgemeindegebiets, immerhin noch 80 Zentimeter. Hochwasserschutz, Deichsicherheit und Entwässerung sind Aufgaben des Leda-Jümme-Verbandes mit Sitz in Leer. Neben den Deichen und dem Sperrwerk stehen dem Verband fünf große geregelte Entlastungspolder zur Verfügung. Diese werden geflutet, wenn wegen Sturmfluten das Leda-Sperrwerk gesperrt bleiben muss, zugleich aber (bspw. wegen Starkregen oder Schneeschmelzen) hohe Binnenwasserstände auf der Leda und Jümme auftreten. Einer der fünf Entlastungspolder befindet sich südlich von Detern und hat ein Volumen von drei Millionen Kubikmetern. In diesen Poldern wird das Wasser „zwischengespeichert“, bis das Sperrwerk wieder geöffnet werden kann.
Neben den natürlichen Gewässern Leda und Jümme liegen auf dem Samtgemeindegebiet auch viele anthropogene Gewässer, vor allem die zahlreichen kleinen Entwässerungsgräben der einzelnen landwirtschaftlichen Felder. Diese werden in Ostfriesland Schloote genannt. Hinzu kommen der Süd- und der Nordgeorgsfehnkanal, die Fehnkanäle der beiden gleichnamigen Fehnorte. Der Nordgeorgsfehnkanal wurde nach Gründung des Fehns 1829 angelegt und in den 1920er-Jahren fertiggestellt. Seitdem stellt er eine durchgehende Verbindung von Ems/Leda/Jümme zum Ems-Jade-Kanal bei Marcardsmoor dar. Der Kanal spielte eine wichtige Rolle bei der Entstehung Wiesmoors und ist heute noch von Bedeutung für die Entwässerung des zentralen Ostfrieslands. Durch ihn können Wasserstände zwischen Ems-Jade-Kanal und Jümme ausgeglichen werden. Außerdem wird der Nordgeorgsfehnkanal für den Wassertourismus genutzt.
Das Leda-Sperrwerk wurde 1954 fertiggestellt. Bis dahin wurde die Niederungslandschaft an Jümme und Leda, also auch weite Teile der Samtgemeinde, im Winterhalbjahr häufig überflutet.

### Flächennutzung
| Nutzung                | Fläche in ha |
| ---------------------- | ------------ |
| Wohn- und Mischgebiete | 264          |
| Gewerbegebiete         | 75           |
| Verkehrsfläche         | 488          |
| Wasserfläche           | 449          |
| Landwirtschaftsfläche  | 6702         |
| Forstwirtschaftsfläche | 68           |
| sonstige Flächen       | 188          |
| Gesamtfläche           | 8234         |

Die Flächennutzungstabelle rechts macht den überragenden Anteil von Landwirtschaftsflächen an der Gesamtfläche der Samtgemeinde deutlich. Er beträgt etwa 81,4 Prozent (zum Vergleich: Ostfriesland rund 75 Prozent; Deutschland 52,3 Prozent.) Der Waldanteil in der von Grünland-Niederungszonen geprägten Samtgemeinde liegt hingegen nur bei knapp 0,83 Prozent (Ostfriesland 2,6 Prozent; Deutschland: 30,1 Prozent).

### Nachbargemeinden
Die Samtgemeinde grenzt an mehrere andere (Samt-)Gemeinden im Landkreis Leer, ist darüber hinaus aber auch eine der wenigen Kommunen Ostfrieslands, die zugleich an Gemeinden zweier Nachbarlandkreise grenzt. Östlich von Jümme befindet sich die Gemeinde Apen im Landkreis Ammerland. Im Südosten grenzt Jümme an die Gemeinde Barßel im Landkreis Cloppenburg. Die übrigen Kommunen, an die Jümme grenzt, liegen im Landkreis Leer, es sind (fortgeführt im Uhrzeigersinn) Ostrhauderfehn im Süden, Rhauderfehn im Südwesten, die Kreisstadt Leer im Westen, die Samtgemeinde Hesel im Nordwesten und Norden (darin die Gemeinden Brinkum, Holtland und Hesel) sowie die Gemeinde Uplengen im Nordosten.

### Gliederung der Samtgemeinde
Die Samtgemeinde Jümme besteht aus den drei Mitgliedsgemeinden Detern, Filsum und Nortmoor, die jedoch über weitere Ortschaften und Wohnplätze verfügen. Dies gilt insbesondere für die nach Fläche und Einwohnerzahl größte Mitgliedsgemeinde Detern. Nachfolgend aufgelistet sind die Mitgliedsgemeinden, deren Fläche und Einwohnerzahl sowie die weiteren Ortsteile (Stand: 31. Dezember 2010).
| Mitgliedsgemeinde | Einwohner | Fläche (km²) | zugehörige Ortsteile                                                |
| ----------------- | --------- | ------------ | ------------------------------------------------------------------- |
| Detern            | 2.693     | 43,30        | Amdorf, Barge, Deternerlehe, Neuburg, Stickhausen, Velde            |
| Filsum            | 2.084     | 23,76        | Ammersum, Brückenfehn, Busboomsfehn, Lammertsfehn, Stallbrüggerfeld |
| Nortmoor          | 1.676     | 15,34        | Brunn, Plaggenburg, Heide, Pillkamp, Terwisch                       |
| Gesamt            | 6.453     | 82,34        | —                                                                   |

### Klima
Jümme liegt in der gemäßigten Klimazone, im Einfluss der Nordsee. Im Sommer sind die Tagestemperaturen tiefer, im Winter häufig höher als im weiteren Inland. Das Klima ist von der mitteleuropäischen Westwindzone geprägt.
Nach der Klimaklassifikation von Köppen befindet sich Hesel in der Einteilung Cfb (Klimazone C: warm-gemäßigtes Klima, Klimatyp f: feucht-gemäßigtes Klima, Untertyp b: warme Sommer). Innerhalb der gemäßigten Zone wird es dem Klimabezirk Niedersächsisches Flachland Nordsee-Küste zugeordnet, der maritim geprägt ist und sich durch relativ kühle und regenreiche Sommer, verhältnismäßig milde, schneearme Winter, vorherrschende West- und Südwestwinde sowie hohe Jahresniederschläge auszeichnet.
Wetterdaten werden für das unmittelbar benachbarte Leer erhoben, das sehr ähnliche klimatische Bedingungen aufweist: Die Temperaturen liegen dort derzeit im Jahresmittel bei 9 °C mit Höchstwerten in den Monaten Juli und August um die 20 °C und mittleren Niedrigstwerten um −2 °C im Dezember und im Januar. Die mittlere Niederschlagsmenge liegt bei 738 mm/Jahr. Die meisten Regentage gibt es mit jeweils 14 im November und Dezember, die wenigsten im März und Mai, wo an neun Tagen Niederschlag fällt. Die mittlere jährliche Sonnenscheindauer beträgt 1550 bis 1600 Stunden, wobei die Zahl der durchschnittlichen Sonnenstunden pro Tag zwischen einer (Dezember/Januar) und sechs Stunden (Mai/Juni) schwankt. Die mittlere frostfreie Zeit wird mit 170 bis 187 Tagen angegeben.
|                       | Jan  | Feb  | Mär  | Apr  | Mai  | Jun  | Jul  | Aug  | Sep  | Okt  | Nov  | Dez  |   |      |
| Mittl. Tagesmax. (°C) | 4    | 5    | 8    | 12   | 17   | 20   | 21   | 21   | 18   | 14   | 8    | 5    | ⌀ | 12,8 |
| Mittl. Tagesmin. (°C) | −2   | −1   | 1    | 3    | 6    | 9    | 11   | 11   | 9    | 6    | 2    | 0    | ⌀ | 4,6  |
|                       |      |      |      |      |      |      |      |      |      |      |      |      |   |      |
| Niederschlag (mm)     | 59,2 | 40,1 | 51,4 | 46,0 | 61,5 | 77,4 | 74,8 | 67,2 | 65,6 | 62,5 | 69,1 | 63,2 | Σ | 738  |
|                       |      |      |      |      |      |      |      |      |      |      |      |      |   |      |
| Sonnenstunden (h/d)   | 1    | 2    | 3    | 5    | 6    | 6    | 6    | 6    | 4    | 3    | 2    | 1    | ⌀ | 3,8  |
|                       |      |      |      |      |      |      |      |      |      |      |      |      |   |      |
| Regentage (d)         | 13   | 9    | 12   | 10   | 11   | 11   | 11   | 11   | 11   | 11   | 14   | 14   | Σ | 138  |

| −2 |

| −1 |

| 1 |

| 3 |

| 6 |

| 9 |

| 11 |

| 11 |

| 9 |

| 6 |

| 2 |

| 0 |

| −2 |

| −1 |

| 1 |

| 3 |

| 6 |

| 9 |

| 11 |

| 11 |

| 9 |

| 6 |

| 2 |

| 0 |

### Schutzgebiete

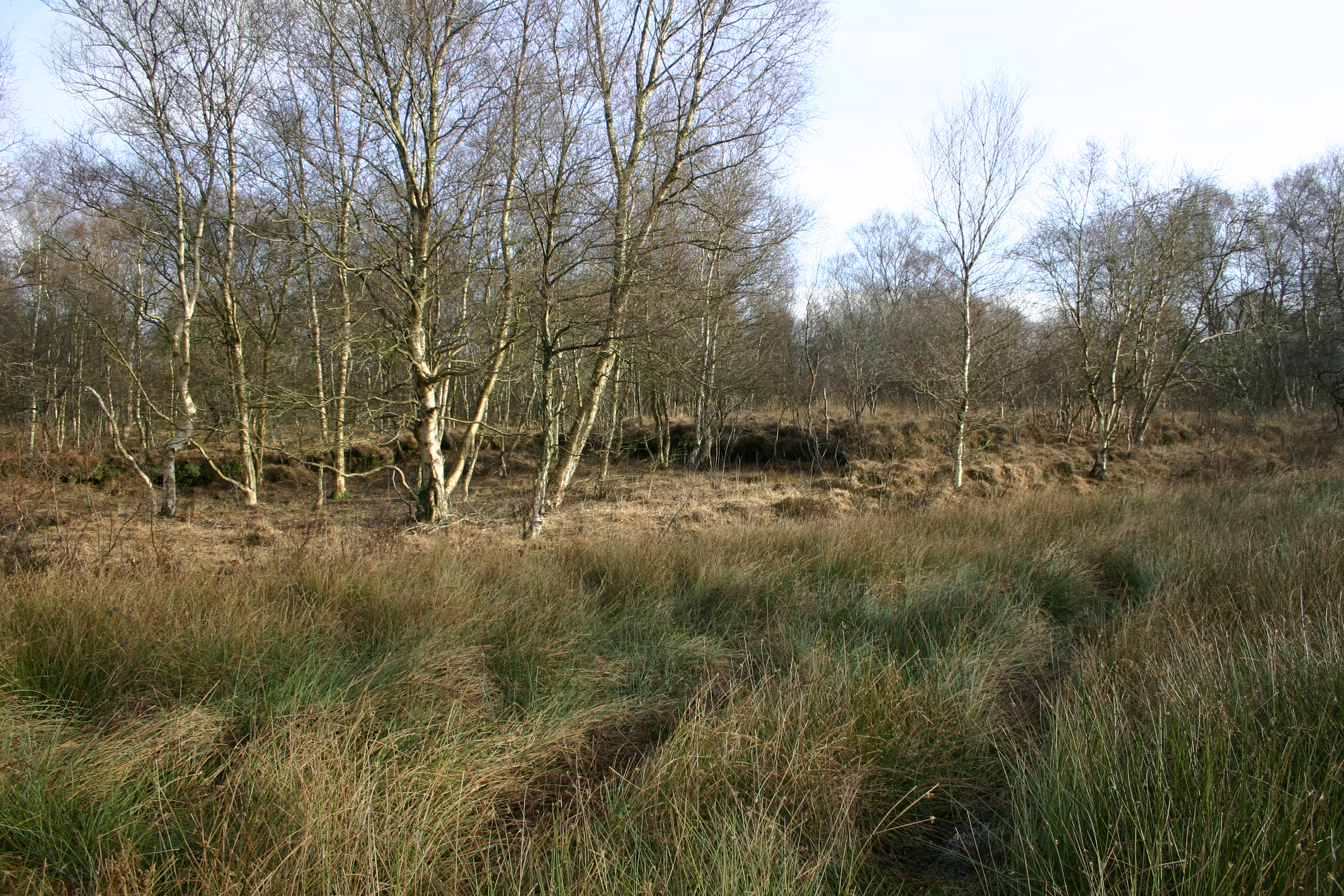
Moor- und Heidevegetation im Landschaftsschutzgebiet Filsumer Moor

In der Samtgemeinde gibt es seit 1941 ein Naturschutzgebiet, das Barger Meer bei der namensgebenden Ortschaft. Das Gebiet ist 6,3 Hektar groß und fast vollständig Bestandteil des gleichnamigen FFH-Gebietes. Seit 1975 steht das 45,5 Hektar große Landschaftsschutzgebiet Filsumer Moor unter Schutz. Es handelt sich um ein ehemaliges Moorgebiet zwischen den Orten Stallbrüggerfeld, Busboomsfehn und Brückenfehn. Daneben gibt es noch mehrere Naturdenkmale in Gestalt von schützenswerten alten Bäumen in Nortmoor, Stickhausen und Detern.

## Geschichte

### Ur- und Frühgeschichte
Der nordwestliche Teil des Samtgemeindegebietes gehört zu jenem Ausläufer des oldenburgisch-ostfriesischen Geestrückens, auf dem der bislang älteste archäologische Fund entdeckt wurde: ein etwa 35.000 bis 40.000 Jahre altes, zwölf Zentimeter langes und neun Zentimeter breites Feuersteingerät als Werkzeug zum Schneiden und Schaben aus dem Mittelpaläolithikum. Durch diesen Fund wurde erstmals die Anwesenheit des Neandertalers in Ostfriesland nachgewiesen. Der Fund wurde im unmittelbar nördlich gelegenen Holtland gemacht. Die ältesten Spuren menschlicher Besiedlung in den Gemarkungen von Nortmoor und Filsum stammen aus dem Neolithikum, und zwar sowohl aus der Trichterbecherkultur wie auch aus der Einzelgrabkultur. Weitere Funde sind der Bronzezeit zuzuordnen. Als Grabbeigaben wurden eine Pinzette und ein Rasiermesser aus Bronze, ein Halbrundschaber aus Flint und eine zweiflügelige Pfeilspitze aus Zahnbein ausgemacht, in der Umgebung der Gräber fanden sich tiefstichverzierte Scherben der Trichterbecherkultur.
Bereits in der Bronzezeit bestand ein über die Geest und durch die Jümmeniederung führender Weg, der die Räume der heutigen Städte Oldenburg und Leer verband. Zu diesem Schluss kamen Archäologen, die in den 1950er-Jahren das bronzezeitliche Wegenetz in Ostfriesland anhand von Hügelgräbern und weiteren aufgefundenen Artefakten, insbesondere ihrer räumlichen Ballung, untersuchten.

### Früh- und Hochmittelalter
In den Werdener Urbaren wurden Filsum (als Fillisni) und Ammersum (als Ambriki) erstmals urkundlich erwähnt (um das Jahr 900). Erwähnung fand dort auch ein Ort namens Suthanbroka, Südmoor. Dabei handelte es sich vermutlich um die Vorgängersiedlung von Nortmoor, das in späteren Jahrhunderten nordwärts, näher an die überflutungssicherere Geest verlegt wurde.
Im Hochmittelalter gehörte Jümme zur friesischen Landesgemeinde Moormerland. Die mittelalterliche Landesgemeinde war ungleich größer als die heutige politische Gemeinde gleichen Namens: Sie umfasste auch das Gebiet der Stadt Leer, der Samtgemeinden Hesel und der Gemeinde Moormerland.

### Häuptlingszeit (14. und 15. Jahrhundert)
Die Konsulatsverfassung der friesischen Freiheit hatte bis etwa zur Mitte des 14. Jahrhunderts Bestand. Danach zerfiel sie und wurde nach und nach abgelöst, als mächtige Familien die Häuptlingswürde übernahmen. Im Gegensatz zu anderen ostfriesischen Teilregionen konnte sich im Leda-Jümme-Gebiet jedoch keine eigene nennenswerte Häuptlingsherrschaft etablieren. Das Gebiet geriet somit unter den Einfluss des Häuptlings Focko Ukena aus Neermoor. Dieser war ein ehemaliger Gefolgsmann des führenden Häuptlings Ocko II. tom Brok, wandte sich dann jedoch gegen ihn. Detern war am 27. September 1426 Schauplatz der nach dem Ort benannten Schlacht, in der ein bäuerliches ostfriesisches Heer unter Ukena die Truppen von Ocko II. tom Brok sowie dessen zur Hilfe gerufenen Verbündeten aus Oldenburg, den Erzbischof von Bremen und die Grafen von Hoya, Diepholz und Tecklenburg besiegte.
Im darauf folgenden Konflikt zwischen Ukena und dem Freiheitsbund der Sieben Ostfrieslande stand das vorliegende Gebiet auf der Seite des Neermoorer bzw. Leeraner Häuptlings. Nach der Niederlage Ukenas stieg die Häuptlingsfamilie Cirksena zu Grafen von Ostfriesland auf, die damit auch das vorliegende Gebiet beherrschten. Entscheidenden Anteil daran hatten die Hansestädte, allen voran Hamburg. Diese sahen sich bereits seit dem ausgehenden 14. Jahrhundert, aber auch in der ersten Hälfte des 15. Jahrhunderts des Überfällen der Vitalienbrüder ausgesetzt, die Handelsschiffe in der Nordsee überfielen und dabei ostfriesische Häfen zu ihren Schlupfwinkeln machten. Die Cirksena witterten ihre Chance und verbanden sich 1433 mit der Stadt Hamburg, die sich in der Folgezeit militärisch in Ostfriesland engagierte.
Die Burg Stickhausen wurde um das Jahr 1435 von der Hansestadt Hamburg errichtet. Die Hamburger übergaben die Burg etwa 1453 an den Häuptling und späteren Grafen (seit 1464) Ulrich I., der die Burg als Grenzbefestigung gegen die Grafschaft Oldenburg ausbauen ließ. Die Burg sicherte den von Oldenburg über Apen und Stickhausen nach Leer führenden Weg und ersetzte fortan die benachbarte, ältere Schlüsselburg.

### Unter den Cirksena (1464–1744)
Die Grafen von Ostfriesland schufen neue Verwaltungsstrukturen, indem sie Ämter einrichteten. Die Burg Stickhausen wurde Sitz eines der acht ostfriesischen Ämter, neben Aurich, Berum, Emden, Friedeburg, Greetsiel, Leerort und Norden. Das Amt Stickhausen umfasste in etwa das Gebiet der heutigen (Samt-)Gemeinden Jümme, Hesel, Uplengen, Rhauderfehn und Ostrhauderfehn, also ungefähr das östliche Drittel des heutigen Landkreises Leer. Beamte der Grafen übernahmen fortan die Verwaltungsgeschäfte. Das Amt Stickhausen gehörte aufgrund der geringeren Bodengüte als in der Marsch zu den ärmeren in der Grafschaft und blieb es auch in den folgenden Jahrhunderten. Ein Vergleich zwischen dem Amt Greetsiel und dem ungleich flächengrößeren Amt Stickhausen aus dem Jahr 1596 zeigt die Unterschiede: Im Amt Stickhausen gab es 2311 Grasen Ackerland, im Amt Greetsiel hingegen mit 23.355 Grasen das Zehnfache.

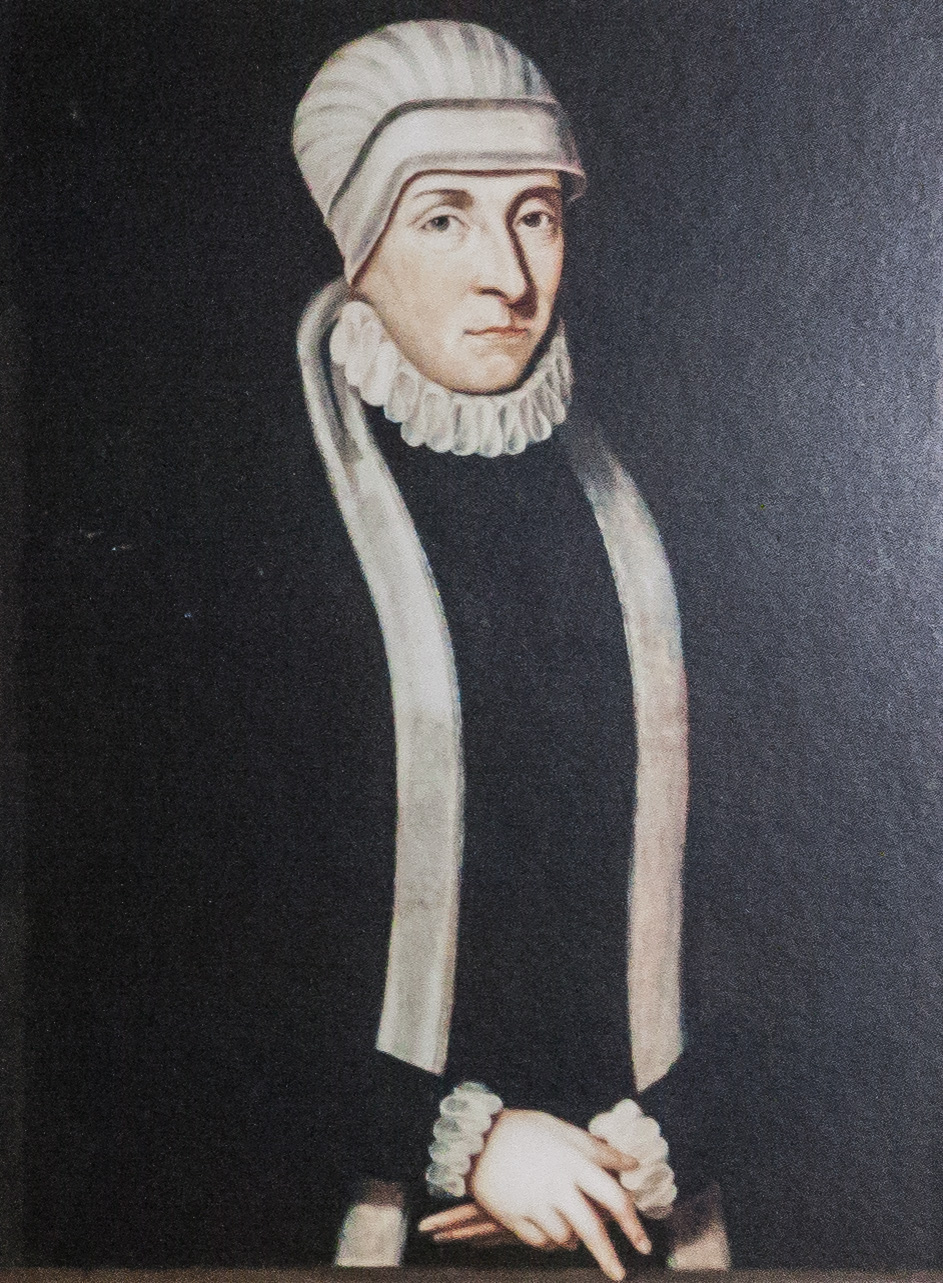
Gräfin Anna verfügte die Abschaffung der Primogenitur in Ostfriesland. Zwischen ihren Söhnen Edzard und Johann wurde die Grafschaft Ostfriesland daraufhin de facto geteilt. Johann wählte Stickhausen zu einem seiner beiden Aufenthaltsorte.

Die Reformation hielt in Ostfriesland schon früh Einzug, wobei das heutige Samtgemeindegebiet lutherisch wurde, während sich in den westlichen Ämtern der Grafschaft der reformierte Glaube durchsetzte. Dass das Land trotz der Regelung Cuius regio, eius religio darüber nicht auseinanderbrach, ist auf eine Entscheidung der Gräfin Anna zurückzuführen, die seit 1542 die Vormundschaftsregentschaft für ihre noch unmündigen Kinder Edzard und Johann übernommen hatte. Sie verfügte 1558 die Abschaffung der Primogenitur im ostfriesischen Grafenhaus, damit der erstgeborene Edzard, der lutherischen Lehre zuneigend und von seiner streng lutherischen Frau Katharina von Wasa darin sehr bestärkt, in der Grafschaft nicht alleine das Luthertum durchsetzen konnte. Der jüngere Bruder Johann war reformierten Glaubens. De facto wurde Ostfriesland eine geteilte Grafschaft mit zwei Regenten: Johann herrschte über die reformierten Ämter Greetsiel und Leerort sowie über das Amt Stickhausen und konnte sich zudem der Unterstützung des reformierten Amts Emden sicher sein, Edzard herrschte in den restlichen Ämtern. Johann hielt sich neben Leerort vornehmlich auf der Burg Stickhausen auf, die damit zu einer Art „zweiter Residenz“ Ostfrieslands wurde. Die gräflichen Beamten erhielten oft sich genau widersprechende Anweisungen von ihren beiden Regenten, eine politische Lähmung des Landes war die Folge. Der Bruderzwist endete erst mit Johanns Tod 1591 auf der Burg Stickhausen, Graf Edzard II. regierte danach allein. Allerdings hatte seine Reputation sehr stark gelitten.

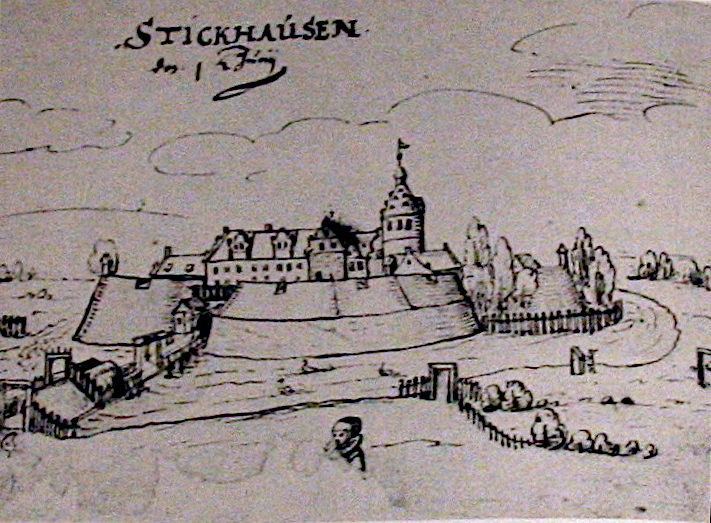
Burg Stickhausen 1632

Das Verhältnis zwischen den gräflichen Beamten auf der Burg und den Untertanen blieb nicht immer spannungsfrei. So protestierten Einwohner des Amtes auf dem Landtag in Leer 1598 gegen Übergriffe der Beamten. Im Winter 1607 hatten sich die Einwohner von Stickhausen und Umgebung geweigert, den Graben der Burg vom Eis zu befreien und dann Wachen aufzustellen, wenn die Burg einmal nicht von gräflichen Soldaten belegt sein sollte. Die Zahl der auf der Burg stationierten gräflichen Soldaten wird für das Jahr 1617 mit 70 angegeben. Zum Vergleich: In Aurich unterhielt die Landesherrschaft eine Garnison von 500 Mann, in Berum von 200 und in Esens, Wittmund und Greetsiel von 70 bis 100.
Im Dreißigjährigen Krieg wurde Ostfriesland dreimal (1622–1624, 1627–1631 und 1637–1651) von fremden Truppen eingenommen und als Quartier benutzt, wenn auch keine Kampfhandlungen mit anderen fremden Heeren stattfanden. Die Burg Stickhausen war mehrfach umkämpft. In den Jahren von 1622 bis 1624 hielten die Mansfelder sie besetzt. Dabei verstärkten sie die Burg durch mehrere Außenwerke. Die Orte in der Umgebung litten unter der Besetzung durch die Truppen. Nicht nur landwirtschaftliche Betriebe wurden geplündert, sondern wohl auch die Kirchen, worauf die Tatsache hinweist, dass nach dem Abzug des Söldnerhaufens viele Einrichtungsgegenstände wiederbeschafft werden mussten. In Amdorf und Neuburg wurden nicht nur die Kanzeln ersetzt, sondern auch die Altarbilder neu angeschafft. Nach dem Abzug der Mansfeld’schen Truppen übernahmen die Grafen nur für kurze Zeit wieder die Burg. Die beiden folgenden Besetzungen bedeuteten zwar ebenfalls Belastungen durch Kontributionen. Die Besatzer von 1627 bis 1631 jedoch, kaiserliche Truppen unter Tilly, „hielten Manneszucht und vermieden Ausschreitungen“, desgleichen die von 1637 bis 1651 in Ostfriesland einquartierten hessischen Truppen unter Wilhelm V. von Hessen-Kassel. Die Hessen vollendeten den Ausbau der Burg Stickhausen zur Festung. Auch materiell stellte sich die Situation unter den beiden Besetzungen anders dar als unter Mansfeld: Es wurden zwar Kontributionen eingetrieben, doch wurden diese auch wieder in der Region ausgegeben. Während des Krieges brach in Ostfriesland auch die Pest aus, Todeszahlen für das vorliegende Gebiet sind jedoch nicht dokumentiert.
1712 wurde unter der Regierung des Fürsten Georg Albrecht im Umfeld der Stickhauser Burg eine neue Kaserne erbaut. In ihr waren bis zum Ende der Grafschaft 600 Mann Besatzung stationiert. Die Kosten für die Garnison wurde zu einem Drittel vom Fürstenhaus und zu zwei Dritteln von den ostfriesischen Ständen getragen.
Im Appell-Krieg zwischen der ostfriesischen Landesherrschaft und den sogenannten Renitenten standen die Dörfer der heutigen Samtgemeinde offiziell auf Seiten der Landesherrschaft. Gemeinsam mit Brinkum, Holtland und Hesel bildete Nortmoor vorgeschobene Posten innerhalb des aufständischen Gebietes rund um Leer. Es kam zu Übergriffen der Aufständischen, verbunden mit Plünderungen. Die Renitenten unterlagen 1726, nachdem die Landesherrschaft sich mit zusätzlichen dänischen Truppen verstärkt hatte.

### Preußische Zeit (1744–1806/15)
Im Jahr 1744 fiel Ostfriesland durch eine Exspektanz an Preußen. Friedrich der Große ließ nach seinem Amtsantritt die meisten Burgen Ostfrieslands schleifen, so auch die Burg Stickhausen, von der nur der Burgturm übrig blieb. Auch in preußischer Zeit blieb Stickhausen der Sitz des gleichnamigen Amtes. Durch die von Friedrich forcierte Moorkolonisierung wuchs die Einwohnerzahl des Amtes während dieser Periode von rund 5100 auf zirka 9300 Personen. 1806 war das Amt Stickhausen das nach Einwohnerzahl drittgrößte hinter den Ämtern Aurich und Leer. Die Ortschaft Detern war innerhalb des weitläufigen Amtes diejenige mit der höchsten Zahl an Handwerkern in den ersten Jahrzehnten der preußischen Herrschaft: Für das Jahr 1756 sind neben sieben Kaufleuten noch drei Böttcher, sechs Bäcker, neun Leineweber, drei Maurer, sieben Schneider, drei Schmiede, zwölf Schuster und drei Zimmerleute dokumentiert. Im nahe gelegenen Stickhausen kamen noch einmal fünf Leineweber sowie je ein Bäcker, Glaser, Färber, Schneider, Schmied und Zimmermann sowie ein Kaufmann hinzu.

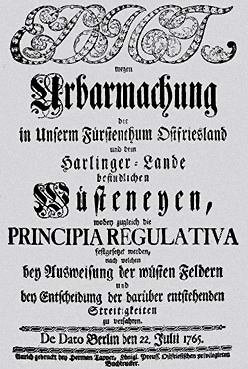
Urbarmachungsedikt

In der zweiten Hälfte des 18. Jahrhunderts wurden auf dem heutigen Samtgemeindegebiet mehrere Moorkolonien angelegt, nachdem Friedrich der Große sein Urbarmachungsedikt unterzeichnet hatte. Dazu zählen Busboomsfehn, Lammertsfehn und Brückenfehn, die ab 1772 besiedelt wurden. Während Busboomsfehn und Lammertsfehn nach den ersten Siedlern benannt wurden, geht der Name Brückenfehn auf eine Brücke über die Hollener Ehe zurück. Trotz der Namensendung auf -fehn handelt es sich nicht um eine Fehnkanal-Siedlung, sondern um eine Streusiedlung. Die Endung auf -fehn verweist in diesen Fällen lediglich darauf, dass es sich um Ansiedlungen im Moor handelt. Ein Jahr später kam die Moorkolonie Stallbrüggerfeld hinzu. All jene Moorkolonien liegen nordöstlich von Filsum, ihre Entstehungsgeschichte ist mit der Gründung weiterer Moorkolonien in den heutigen Nachbarkommunen Uplengen und Hesel eng verbunden. Als Ausbausiedlung des Orts Detern gilt hingegen Deternerlehe, das ab des 18. Jahrhunderts besiedelt wurde. 1816 wurden 11 Häuser gezählt.

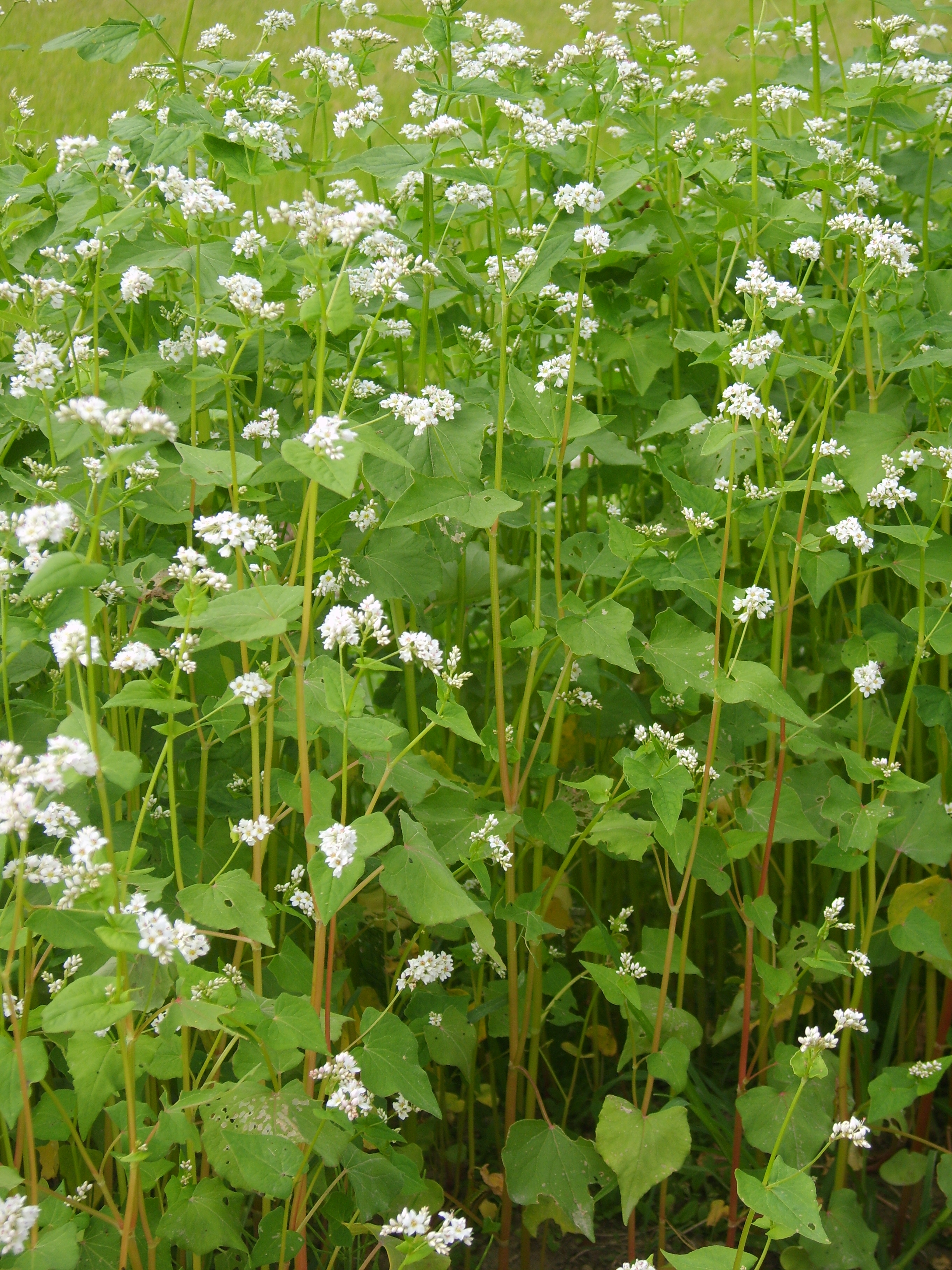
Nahrungsgrundlage der ersten Moorsiedler: Echter Buchweizen (Fagopyrum esculentum)

Von 1760 an war Rudolf Heinrich Karl von Glan der Amtmann und Rentmeister des Amtes Stickhausen und blieb es bis zu seinem Tod 1807. Unter seiner Ägide wurden nicht nur die genannten Moorkolonien im heutigen Samtgemeindegebiet angelegt. Er erwarb sich zudem Verdienste als einer der fünf Gründer der Rhauderfehn-Compagnie, die ab 1769 im zum Amt Stickhausen gehörenden Moor die Fehnsiedlung Rhauderfehn anlegen ließ, aus der später auch die heutige Gemeinde Ostrhauderfehn hervorging.
Landwirtschaftliche Grundlage der Moorkolonien war die Moorbrandkultur. Dabei wurden im Sommer kleine Gräben angelegt, um ein Stückchen Moor zu entwässern. Im Herbst wurde das Moor in Schollen gehackt, die im Winter durchfroren und im darauffolgenden Frühjahr geeggt wurden. Im späten Frühjahr zündeten die Kolonisten die solcherart bearbeiteten Moorflächen an und legten Samen von (zumeist) Buchweizen in die Asche. Buchweizen wächst sehr schnell und konnte demnach nach wenigen Wochen geerntet werden. Angebaut wurden auch Kartoffeln, Roggen und Hafer. Der Moorboden wurde durch diese Form der Bearbeitung allerdings nach einigen Jahren ausgelaugt, so dass die Erträge sanken. Die Moorkolonien wurden daher mit nur wenigen Ausnahmen zu Notstandsgebieten.
Nach der Schlacht bei Jena und Auerstedt 1806 wurde Ostfriesland und damit auch das vorliegende Gebiet in das Königreich Holland und damit in den französischen Machtbereich eingegliedert. 1810 kam es als Departement Ems-Orientale (Osterems) unmittelbar zum französischen Kaiserreich, 1813 fiel es nach den Befreiungskriegen erneut an Preußen. Nach dem Wiener Kongress 1814/15 trat Preußen Ostfriesland an das Königreich Hannover ab.

### Königreich Hannover und Kaiserreich (1815–1918)

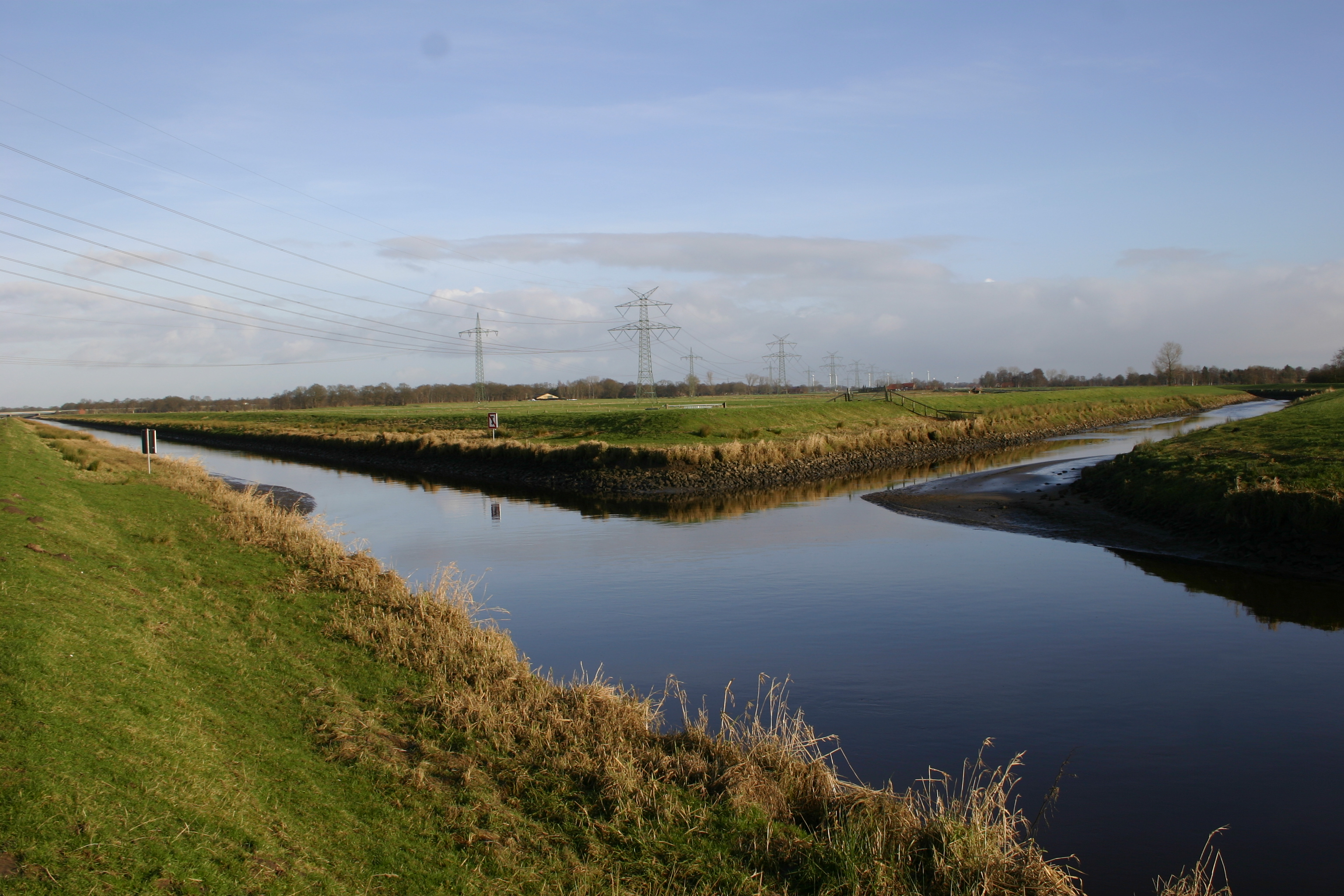
Zusammenfluss von Nord- und Südgeorgsfehnkanal

In den 51 Jahren, in denen Ostfriesland zum Königreich Hannover gehörte (1815–1866), wurden in der Region drei neue Fehnsiedlungen angelegt, darunter Nordgeorgsfehn und Südgeorgsfehn. Die Kanäle, die für die Anlegung der Fehnsiedlungen nötig waren, führen über das Gebiet der heutigen Samtgemeinde.
Der nordwestlichste Bereich der Gemarkung Nortmoor wird von der 1834 angelegten steinernen Chaussee von Leer nach Aurich durchschnitten, die die erste solcherart ausgebaute Straße Ostfrieslands war. 1867 wurde die Straße von Leer über Nortmoor und Filsum nach Stickhausen angelegt. Seit am 15. Juni 1869 die Bahnstrecke Oldenburg–Leer von der Großherzoglich Oldenburgischen Staatseisenbahn eröffnet wurde, ist das Gebiet an das nationale Eisenbahnnetz angeschlossen. In Stickhausen-Velde, Filsum und Nortmoor entstanden Bahnhöfe.
In Preußen kam es 1885 zu einer Gebietsreform, bei der die alten Ämter zugunsten neu geschaffener Landkreis aufgelöst wurden, so auch in Ostfriesland. Der Landkreis Leer entstand aus den bisherigen Ämtern Leerort und Stickhausen. Zum Kreissitz wurde die Stadt Leer bestimmt. Neben dem Amt wurde auch das Amtsgericht Stickhausen aufgelöst, zuständig wurde ebenfalls das Leeraner Amtsgericht. Stickhausen und die nahe gelegenen Orte Velde und Detern haben unter dieser Maßnahme wirtschaftlich gelitten. Neben den Beamten und Richtern zogen auch Anwälte fort, die sinkende Kaufkraft ließ weitere Einwohner fortziehen. In den drei Orten standen in den Folgejahren viele Wohnungen leer.

### Weimarer Republik und Nationalsozialismus
Die Ortschaften Amdorf und Neuburg waren schon früh Hochburgen der NSDAP. Bereits bei der Kreistagswahl am 17. November 1929 verzeichneten die Nationalsozialisten hier zwei ihrer besten Ergebnisse im Landkreis Leer mit 51 und 53,7 Prozent. Auch bei den letzten Kreistagswahlen am 12. März 1933 zeigte sich, dass im Leda-Jümme-Gebiet einige besonders ausgeprägte Hochburgen der Nationalsozialisten existierten: So erhielten sie in Amdorf 72, in Ammersum 83, in Detern 76 und in Filsum 80 Prozent der abgegebenen Stimmen. Zum Vergleich: Kreisweit erhielten die Nationalsozialisten 52,1 Prozent der Stimmen. Im nahe der Kreisstadt Leer gelegenen Nortmoor hingegen gab es während der Weimarer Jahre auch stets eine ausgeprägte Tendenz zur Wahl linker Parteien. Bei der Reichstagswahl im Dezember 1932 wählten zwar 51 Prozent die NSDAP, auf die SPD und die KPD entfielen jedoch noch 20 und 16 Prozent, was im Vergleich zu anderen Geestdörfern Ostfrieslands in jenen Tagen eine Besonderheit darstellte.
Die Machtübernahme der Nationalsozialisten konzentrierte sich zunächst auf die ostfriesischen Städte, dann auch auf die Landratsämter. Der Leeraner Landrat Hermann Conring behielt jedoch diese Funktion. Er spielte bei der sofort nach der Machtergreifung einsetzenden Verfolgung von politisch Andersdenkenden, besonders Kommunisten, eine aktive Rolle, setzte sich jedoch teils auch für die Freilassung von Inhaftierten ein, die in Konzentrationslager verschleppt worden waren. Ende Juli 1933 befanden sich 30 Kommunisten aus dem Landkreis in Konzentrationslagern, vor allem im nahe gelegenen Börgermoor, worunter sich auch der Nortmoorer Kommunist Johann Platte befand.
Im Zuge von Arbeitsbeschaffungsmaßnahmen zur Überwindung der sehr hohen Arbeitslosigkeit im Landkreis Leer wurden mehrere Großprojekte ins Auge gefasst, darunter auch die längst überfällige Verbesserung der Entwässerungssituation im Leda-Jümme-Gebiet. Allerdings konnte diese erst nach 1936 in Angriff genommen werden, als die Arbeitslosenzahlen bereits spürbar gesunken waren. 1938/1939 wurden auch Juden aus Wien als Zwangsarbeiter bei der Deicherhöhung an Leda und Jümme eingesetzt. Die Juden, zumeist Personen mit höherer Bildung, wurden in zwei Lagern untergebracht: in Wiltshausen auf heutigem Leeraner Stadtgebiet und in Terheide, zwischen Detern und Potshausen gelegen. Kontakte zur einheimischen Bevölkerung gab es kaum.
Während des Krieges war das Gebiet nicht von Luftangriffen betroffen. Nachdem die alliierten Truppen am 28./29. April 1945 Leer erobert hatten, rückten sie weiter ostwärts über das Gebiet der heutigen Samtgemeinde vor.

### Nachkriegszeit
In der unmittelbaren Nachkriegszeit war der Landkreis Leer unter den drei ostfriesischen Landkreisen am stärksten mit Ostflüchtlingen belegt, weil er – im Gegensatz zu den Landkreisen Aurich und Wittmund – nicht als Internierungsgebiet für kriegsgefangene deutsche Soldaten diente. Allerdings nahm der Landkreis Leer in der Folgezeit unter allen niedersächsischen Kreisen die meisten Personen auf, die schon in den Ostgebieten arbeits- oder berufslos waren. Auch der Anteil der über 65-Jährigen lag höher als im Durchschnitt Niedersachsens. Hingegen verzeichnete der Landkreis Leer unter allen niedersächsischen Landkreisen den geringsten Anteil an männlichen Ostflüchtlingen im Alter von 20 bis 45 Jahren. Auch das vorliegende Gebiet nahm eine größere Zahl von Vertriebenen, aber auch Ausgebombten aus anderen Städten, auf. In Nortmoor betrug der Anteil 1946 etwa 40 Prozent, sank aber aufgrund der fehlenden wirtschaftlichen Betätigungsmöglichkeiten in den folgenden Jahren. Auch in anderen Ortschaften der heutigen Samtgemeinde lag die Zahl der Vertriebenen 1946 über 20 Prozent, so etwa bei 21,2 Prozent in Velde, wo sie bis 1950 gar auf 24,7 Prozent stieg.
Die Infrastruktur der Ortschaften wurde nach dem Zweiten Weltkrieg kontinuierlich ausgebaut. Die regelmäßigen Überschwemmungen der tief gelegenen Hammrichgebiete südlich von Nortmoor in den Winterhalbjahren hatten ein Ende, als 1962 ein neues Schöpfwerk an der Jümme in Betrieb genommen wurde. Auch wurden mehr als 40 Kilometer Wirtschaftswege ausgebaut. Der Strukturwandel in der Landwirtschaft mit der Tendenz zu stets größeren Betrieben setzte sich fort: Gab es 1949 noch 149 landwirtschaftliche Betriebe im Ort, war die Zahl bis 1971 bereits auf 89 und bis 2005 auf 11 gesunken. Die Entwicklung in den anderen Ortschaften verlief ähnlich. Zugleich stieg die Zahl der Auspendler deutlich.
Im Jahr 1973 verbanden sich die Gemeinden Detern, Filsum und Nortmoor zur Samtgemeinde Jümme. Hauptort wurde der Ort Filsum. Bereits in den 1970er-Jahren wandte sich Detern dem Tourismus zu und wurde hernach staatlich anerkannter Erholungsort. Nortmoor hingegen nutzte seine Nähe zur Stadt Leer und zur Bundesautobahn 28, um ab 1991 ein Gewerbegebiet an der Anschlussstelle Leer-Ost aufzubauen. Seither ist Nortmoor der wirtschaftliche Schwerpunkt der Gemeinde.

### Entwicklung des Samtgemeindenamens
Die Samtgemeinde Jümme ist nach dem gleichnamigen Fluss benannt, der das Gebiet durchfließt. Der Name Jümme stammt möglicherweise vom althochdeutschen Wort gumpito für Pfuhl oder Teich ab. Der Wechsel im Anlaut von „g“ zu „j“ findet sich in mindestens zwei weiteren Ortsnamen in der Region.

## Politik

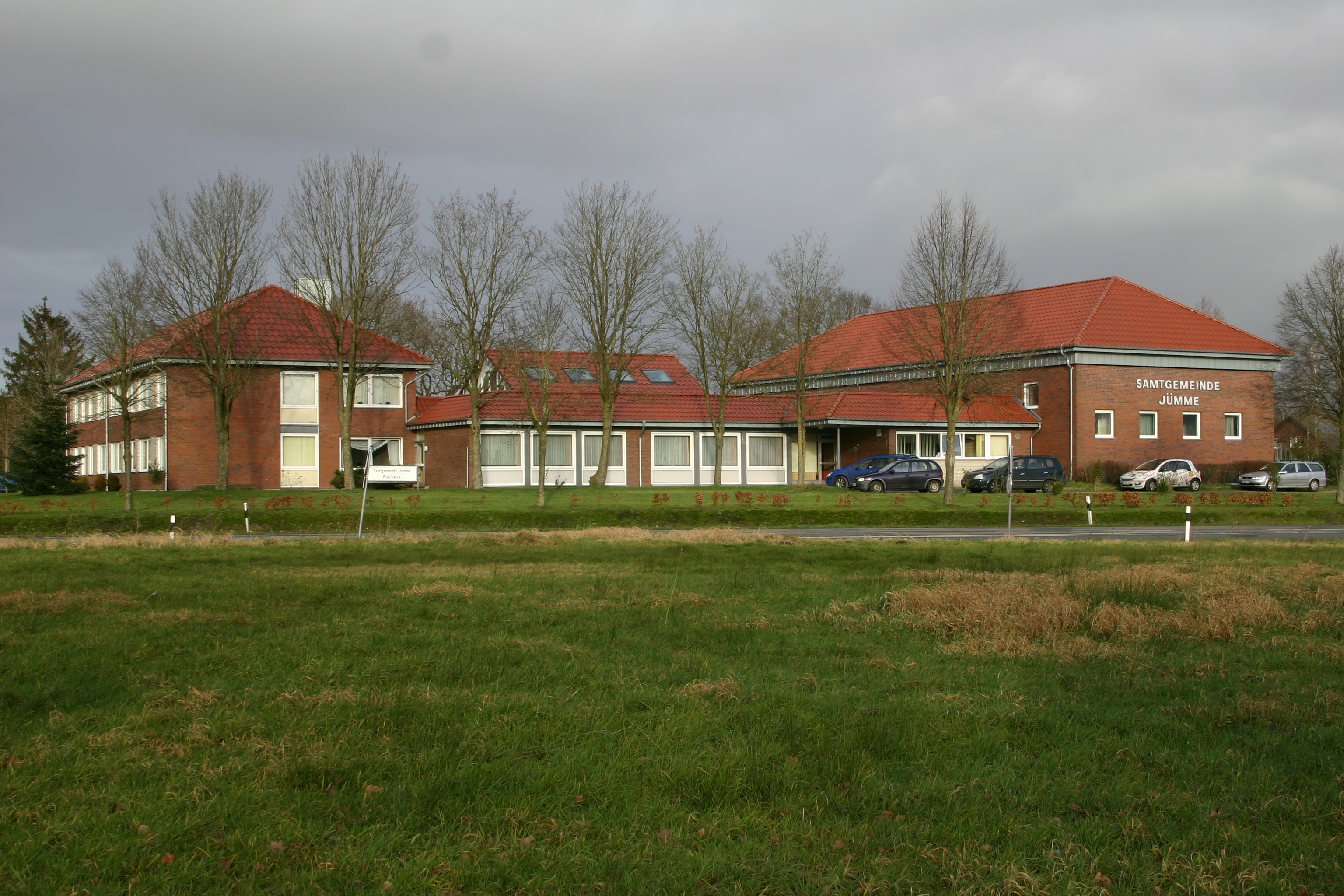
Rathaus der Samtgemeinde

Im Gegensatz zum restlichen Ostfriesland war die CDU im Landkreis Leer nach dem Zweiten Weltkrieg bereits sehr frühzeitig organisiert und erzielte dort die besten Ergebnisse innerhalb der Region. Bei der Bundestagswahl 1949 erzielte sie die Mehrheit in Filsum, Neuburg, Amdorf, Ammersum, Detern, Barge und Stickhausen, während sich in Nortmoor, Velde und Lammertsfehn die Sozialdemokraten durchsetzten. Bereits bei der Bundestagswahl 1953 holte die CDU in allen Ortsteilen die Mehrheit, davon in Amdorf, Neuburg, Filsum, Ammersum und Barge die absolute Mehrheit. Diese Mehrheit blieb in der Folge unbehelligt und wurde bei der Wahl 1969 sogar noch ausgebaut: Die Christdemokraten gewannen bis auf Nortmoor in allen Ortsteilen die absolute Mehrheit. Selbst bei der „Willy-Brandt-Wahl“ 1972, die der SPD in Ostfriesland ein Rekordergebnis und das Eindringen in manche vorherige CDU-Bastion erbrachte, blieb das Samtgemeindegebiet ein Rückhalt für die CDU: Nur in Nortmoor gewann die SPD die absolute Mehrheit, in allen anderen Ortsteilen lag die CDU vor den Sozialdemokraten. Bei der Bundestagswahl 2005 war Jümme eine von nur drei ostfriesischen Kommunen (neben Uplengen und Juist), in der die CDU vor der SPD lag. In allen anderen Kommunen der Region gewannen die Sozialdemokraten, für die Ostfriesland seit mehreren Jahrzehnten eine der Hochburgen in Deutschland ist.
In den politischen Gremien der Samtgemeinde kommt es gelegentlich zu Diskussionen über eine angemessene finanzielle Lastenverteilung zwischen den drei Mitgliedsgemeinden und über die Frage, ob Jümme statt einer Samtgemeinde eine Einheitsgemeinde werden sollte. 2010 hatte der Samtgemeinderat eine Änderung der Beiträge der drei Mitgliedsgemeinden zum Samtgemeindehaushalt beschlossen. Dadurch kam es zu einer Änderung der Bemessungsgrundlage: War die Grundlage bis dahin eine Kombination aus Einwohnerzahl und Steueraufkommen, so gilt seitdem lediglich das Steueraufkommen als Kalkulationsbasis. Dadurch zahlt die nach Einwohnern kleinste Mitgliedsgemeinde Nortmoor, die allerdings wegen ihres Gewerbegebietes ein höheres Steueraufkommen besitzt, seitdem mehr in die Samtgemeindekasse.

### Samtgemeinderat und Verwaltung
Der Samtgemeinderat der Samtgemeinde Jümme besteht aus 18 Ratsfrauen und -herren. Dies ist die festgelegte Anzahl für eine Samtgemeinde mit einer Größe zwischen 6001 und 7000 Einwohnern. Die 18 Ratsmitglieder werden durch eine Kommunalwahl für jeweils fünf Jahre gewählt. Die aktuelle Amtszeit begann am 1. November 2021 und endet am 31. Oktober 2026.
Stimmberechtigt im Rat der Samtgemeinde ist außerdem der hauptamtliche Samtgemeindebürgermeister Christoph Busboom.
Die niedersächsische Kommunalwahl vom 12. September 2021 ergab das folgende Ergebnis:
| Partei                              | Anteilige Stimmen | Anzahl Sitze | Veränderung Stimmen | Veränderung Sitze |
| ----------------------------------- | ----------------- | ------------ | ------------------- | ----------------- |
| CDU                                 | 47,5 %            | 8            | +7,4 %              | +1                |
| SPD                                 | 31,9 %            | 6            | −1,7 %              | 0                 |
| Bündnis 90/Die Grünen               | 8,7 %             | 2            | +2,9 %              | +1                |
| FDP                                 | 6,0 %             | 1            | +4,1 %              | 0                 |
| Allgemeine Wählergemeinschaft (AWG) | 3,8 %             | 1            | −8 %                | −1                |

- SPD: 6
- Grüne: 2
- AWG: 1
- FDP: 1
- CDU: 8

Die Wahlbeteiligung bei der Kommunalwahl 2021 lag mit 64,2 Prozent deutlich über dem niedersächsischen Durchschnitt von 57,1 Prozent.
Da die Samtgemeinde Jümme aus drei Mitgliedsgemeinden besteht, gibt es dort keine Ortsräte wie in vielen Einheitsgemeinden. Die rein örtlichen Funktionen, die die Ortsräte in Einheitsgemeinden innehaben, werden von den Mitgliedsgemeinden übernommen. Zu den Wahlergebnissen in den Mitgliedsgemeinden siehe die Artikel über die Mitgliedsgemeinden. Die Samtgemeinde verfügt über den Verwaltungsapparat, der nicht nur die in der Niedersächsischen Kommunalverfassungsgesetzes sowie der Hauptsatzung festgelegten Aufgaben übernimmt, sondern auch die Verwaltungsgeschäfte für die Mitgliedsgemeinden. Die Mitgliedsgemeinden haben demzufolge keine eigene Verwaltung.

### Samtgemeindebürgermeister
Im Gegensatz zu den Bürgermeistern der Mitgliedsgemeinden dient der Samtgemeindebürgermeister als hauptamtliche Kraft, analog zu den Bürgermeistern in Einheitsgemeinden. Der Samtgemeindebürgermeister fungiert zudem als Gemeindedirektor der drei Mitgliedsgemeinden.
Derzeitiger Bürgermeister der Samtgemeinde Jümme ist Christoph Busboom (parteilos). Er gewann die Stichwahl am 26. September 2021 mit 52,55 %, während Jessika Tuitjer (parteilos) aus Nortmoor 47,45 % der Stimmen auf sich vereinte.
Ehemaliger Amtsinhaber
- 2001–2004: Gerhard Wallentin (parteilos), erster hauptamtlicher Samtgemeindebürgermeister
- 2004–2016: Wiard Voß (parteilos)
- 2016–2021: Johann Boelsen (parteilos)

### Vertreter im Land- und Bundestag
Die Samtgemeinde Jümme gehört zum Wahlkreis Leer. Er umfasst die Stadt Leer, die Gemeinden Ostrhauderfehn, Rhauderfehn, Uplengen und die Samtgemeinden Hesel und Jümme. Bei der letzten Landtagswahl in Niedersachsen vom 9. Oktober 2022 gewann Ulf Thiele (CDU) das Direktmandat mit 35,7 % der Stimmen. Er ist damit zum fünften Mal in Folge direkt gewählt worden.
Die Samtgemeinde Jümme gehört zum Bundestagswahlkreis Unterems (Wahlkreis 25), der aus dem Landkreis Leer und dem nördlichen Teil des Landkreises Emsland besteht. Der Wahlkreis wurde zur Bundestagswahl 1980 neu zugeschnitten und ist seitdem unverändert. Bislang setzten sich in diesem Wahlkreis ausschließlich CDU-Kandidaten durch. Bei der Bundestagswahl 2025 wurde die CDU-Abgeordnete Gitta Connemann aus Leer erneut direkt gewählt. Über Listenplätze der Parteien zogen Anja Troff-Schaffarzyk (SPD) und Martina Uhr (AfD) aus dem Wahlkreis in den Bundestag ein.

### Wappen
| Samtgemeinde Jümme | Blasonierung: „Geviert von Grün und Silber; Feld 1: in Grün ein silberner Turm mit offenem Tor und silbernem Spitzdach, oben beseitet von je einem silbernen Stern. Feld 2: in Silber ein schräglinkes grünes Stechpalmenblatt, oben und unten begleitet von je fünf grünen Kugeln. Feld 3: in Silber vier grüne Wellenbalken. Feld 4: in Grün ein silberner Pferdekopf mit Zaumzeug.“ |
| Samtgemeinde Jümme | Wappenbegründung: Die Farben der Samtgemeinde Jümme sind silber und grün. Jedes der Viertel symbolisiert eine der Mitgliedsgemeinden oder die Samtgemeinde selbst. In Feld 1 ist ein Turm zu sehen, der für die alte Burganlage in Stickhausen, Detern, steht. In Feld 2 findet sich ein Stechpalmenblatt als Wappenelement einer herrschaftlichen Familie aus Nortmoor. In Feld 3 stehen die Wellenbalken für den Fluss Jümme und damit für die Samtgemeinde. In Feld 4 deutet ein Pferdekopf auf die Filsumer Tradition der Reiter und auf Pferdezucht hin. |

### Gemeindepartnerschaft
Das ehemalige Amt Steintanz-Warnowtal aus Mecklenburg-Vorpommern war ab dem 18. April 1998 die Partnergemeinde der Samtgemeinde Jümme.

## Kultur und Sehenswürdigkeiten

### Museen und Theater
In der Burg Stickhausen befindet sich ein Heimat- und Volkskundemuseum. Im Erdgeschoss sind die Kerkerzellen mit Folterwerkzeugen wie Streckbank und Zwingen zu besichtigen. Im ersten Stockwerk wird die Wohnsituation des Gefängniswärters dargestellt; das zweite Stockwerk ist der Geschichte der Burg gewidmet. Im Dachgeschoss ist schließlich noch eine Vogel- und Vogeleiersammlung ausgestellt. Das Museum ist im Rundturm untergebracht, der 1498 angelegt wurde. Von den älteren Teilen der um 1453 von der Hansestadt Hamburg errichteten Anlage ist nichts mehr erhalten.

### Kirchen

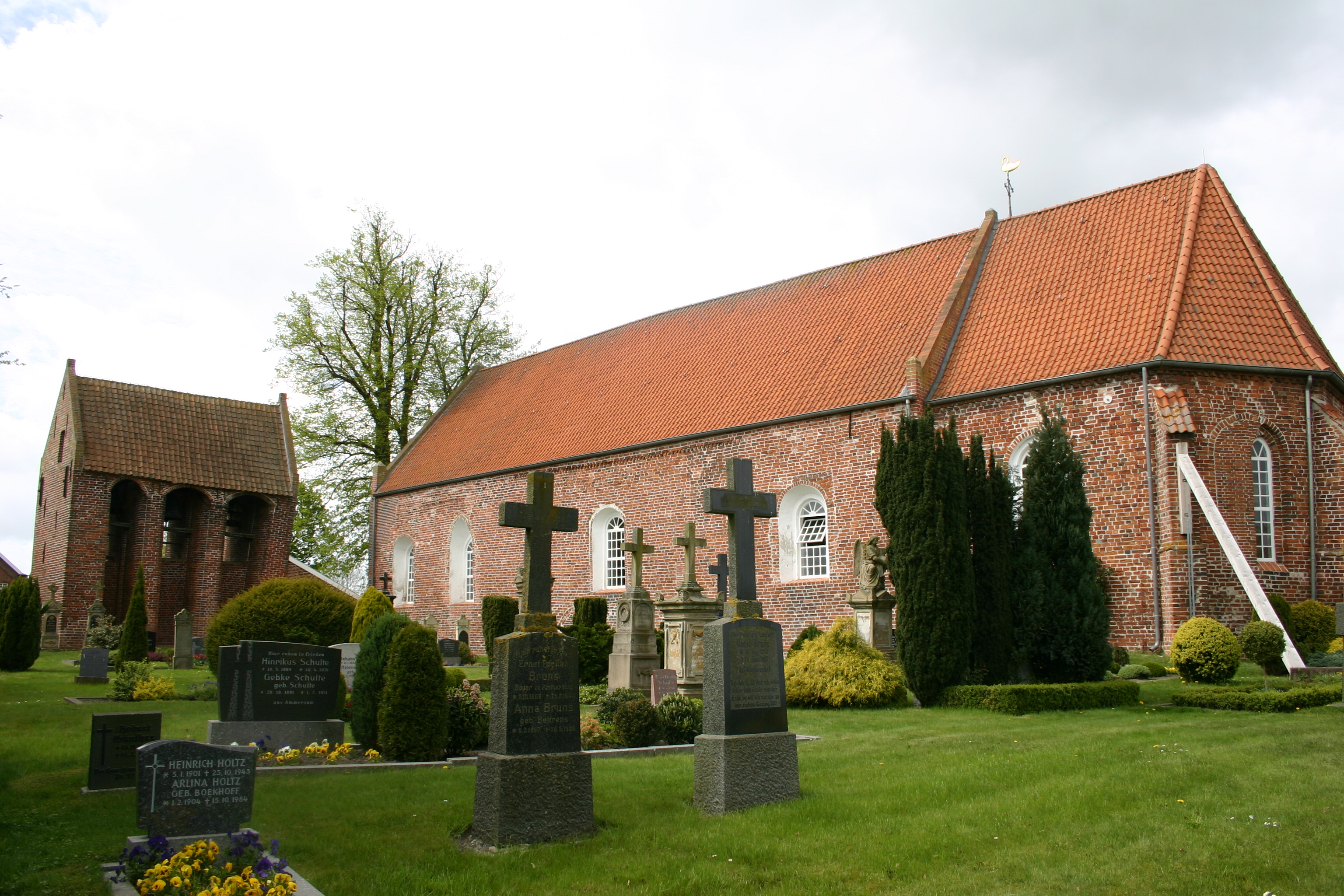
St.-Paulus-Kirche

Im Samtgemeindegebiet befindet sich eine Anzahl historischer Kirchen, von denen einige wiederum über historische Orgeln verfügen. Von den mittelalterlichen Kirchen ist nur die Filsumer St.-Paulus-Kirche aus dem 13. Jahrhundert erhalten. Die ursprüngliche halbrunde Apsis wurde im 15. Jahrhundert durch einen Altarraum und um 1650 durch einen polygonalen Chor mit Strebepfeilern ersetzt, der nach links etwas abgewinkelt ist. Diese architektonische Besonderheit wird darauf gedeutet, dass das Langschiff den Körper Christi und der Chor sein geneigtes Haupt symbolisieren. Wertvollster Einrichtungsgegenstand ist der gotische Flügelaltar (um 1500) in Form eines Kielbogens. Auf der linken Seite ist die Anbetung des Kindes durch Maria und die Engel darstellt, auf der rechten Seite die Anbetung der Könige. In reformatorischer Zeit wurde das Mittelfeld verändert, das heute die Abendmahlsszene zeigt. Die geschnitzte Kanzel mit den Evangelistendarstellungen datiert von 1660, das Kastengestühl von 1687 die Kronleuchter von 1707 und 1770. Der Innenraum wird von einem Holztonnengewölbe abgeschlossen, das 1976 von dem Delmenhorster Kirchenmaler Oetgen ausgemalt wurde.

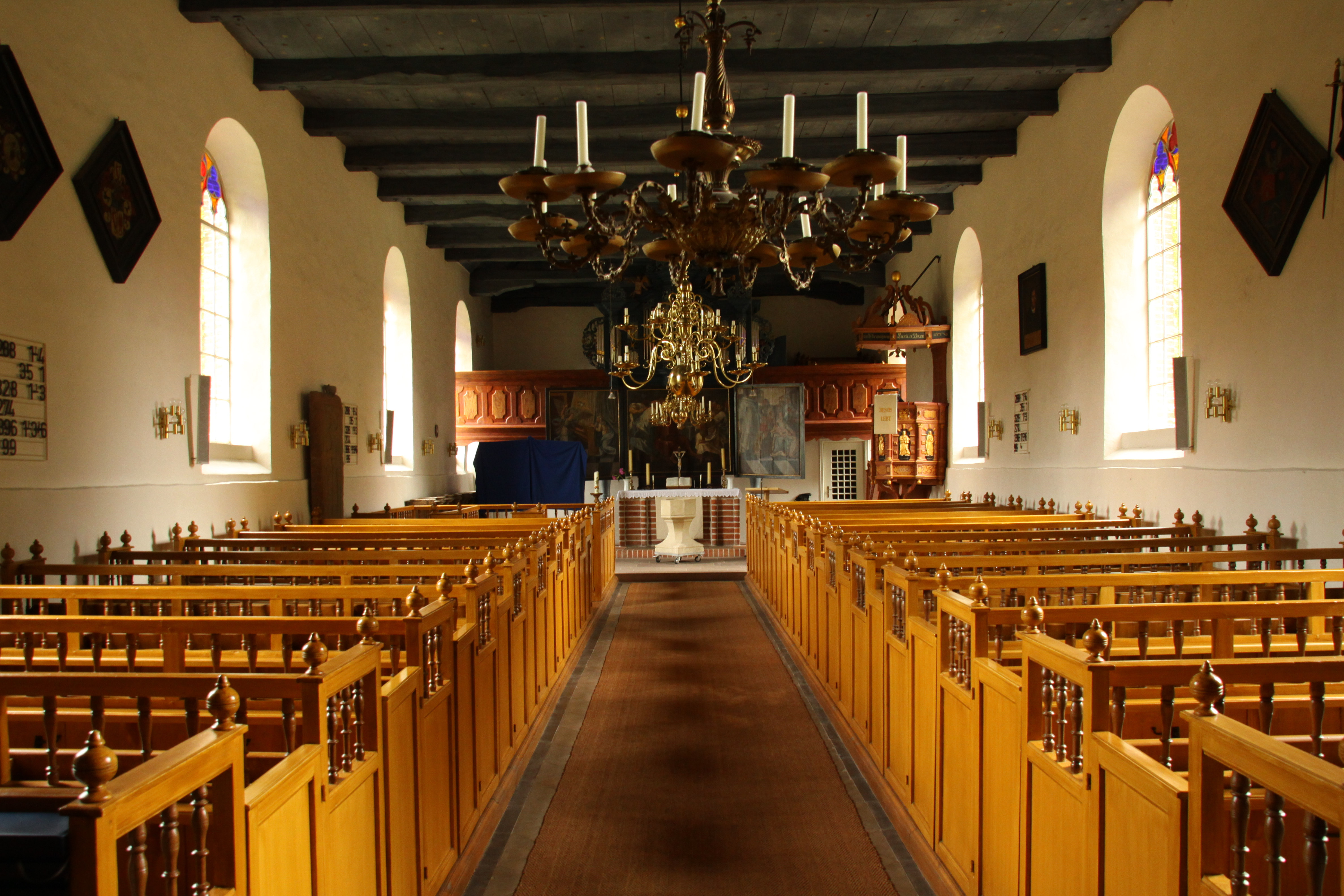
Blick in das Kirchenschiff von St.-Georg

Die Nortmoorer St.-Georg-Kirche von 1751 ist eine barocke Saalkirche mit großen Rundbogenfenstern und Balkendecke. Aus der Zeit des Vorgängerbaus ist der freistehende Glockenstuhl des „Parallelmauertyps“ sowie eine Glocke erhalten. Bertolt Klinghe goss im Jahr 1509 die zweite. Das Gotteshaus ist für seine reiche Ausstattung bekannt. Noch aus romanischer Zeit stammt der trapezförmige Sargdeckel mit Keulenkreuz. Aus Kloster Barthe sollen die Reste des Chorgestühls überführt worden sein. Die von Tönis Maler im 1652 geschnitzte Kanzel ist ähnlich wie die in Filsum mit Ecksäulen und in den Rundbögen Darstellungen der Evangelisten gestaltet. Im Jahr 1662 schuf ein flämischer Meister den Flügelaltar mit der Abendmahlsszene im Mittelfeld. Hinrich Just Müller baute in den Jahren 1773 bis 1775 die Altarorgel, die noch weitgehend erhalten ist.

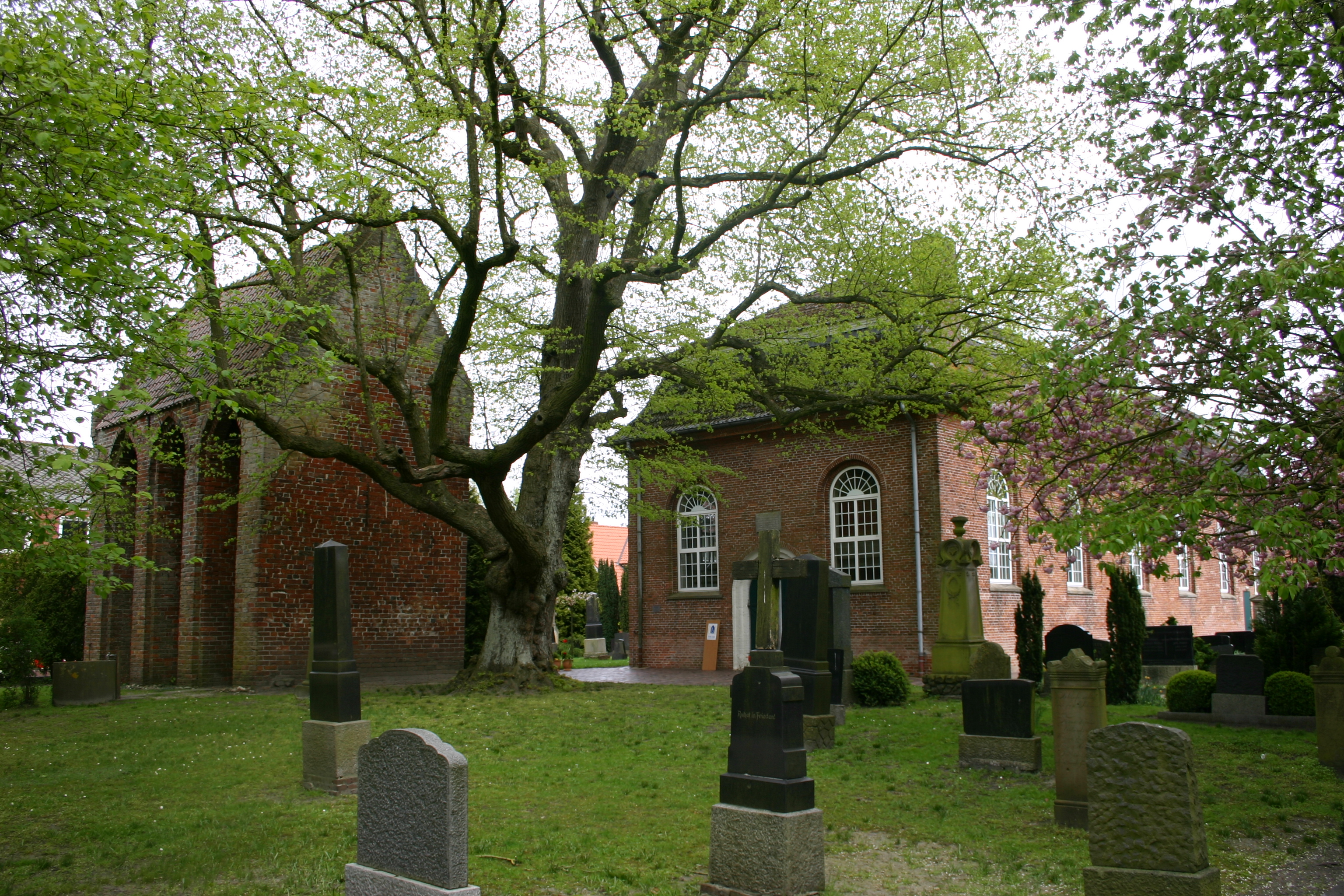
St.-Stephani-und-Bartholomäi-Kirche

Die St.-Stephani-und-Bartholomäi-Kirche in Detern aus dem Jahr 1806 ist ein klassizistischer Saalbau mit Mansarddach, der mehrfach umgestaltet wurde. Der freistehende Glockenturm und eine Glocke stammen aus dem 13. Jahrhundert, die zweite Glocke wurde 1482 von Bertold Klinghe gegossen. Einige Einrichtungsgegenstände aus der alten Kirchen fanden wieder Verwendung. Der frühgotische Taufstein geht auf das 14. Jahrhundert zurück, der zugehörige, mit Voluten und Akanthus verzierte Ständer auf das 18. Jahrhundert. Wilhelm Eilert Schmid schuf im Jahr 1819 die Orgel mit zwölf Registern, von denen noch neun original sind.
Für den Nachfolgebau der Amdorfer Kirche aus dem Jahr 1769 wurde die Einrichtung teils übernommen. So datiert die Kanzel von Tönnies Mahler von 1658 und ein Altarretabel aus seiner Werkstatt von 1674. Der westfälische Orgelbauer Heinrich Wilhelm Eckmann schuf im Jahr 1773 eine Orgel, die 1821 durch Wilhelm Eilert Schmid umgebaut wurde. Erst 1870 wurde der Glockenturm angebaut.
Auch die Neuburger Kirche aus dem Jahr 1779 ist Ersatz für einen älteren Vorgängerbau. Die Saalkirche mit Pilastergliederung verfügt über eine Kanzel von Tönnies Mahler aus dem Jahr 1650 und ein Altarbild von 1674. Auch Teile der alten Predella wurden übernommen. Das Kastengestühl stammt von 1779. Der Glockenturm des Parallelmauertyps im Nordwesten wurde 1664 errichtet.

### Profanbauten

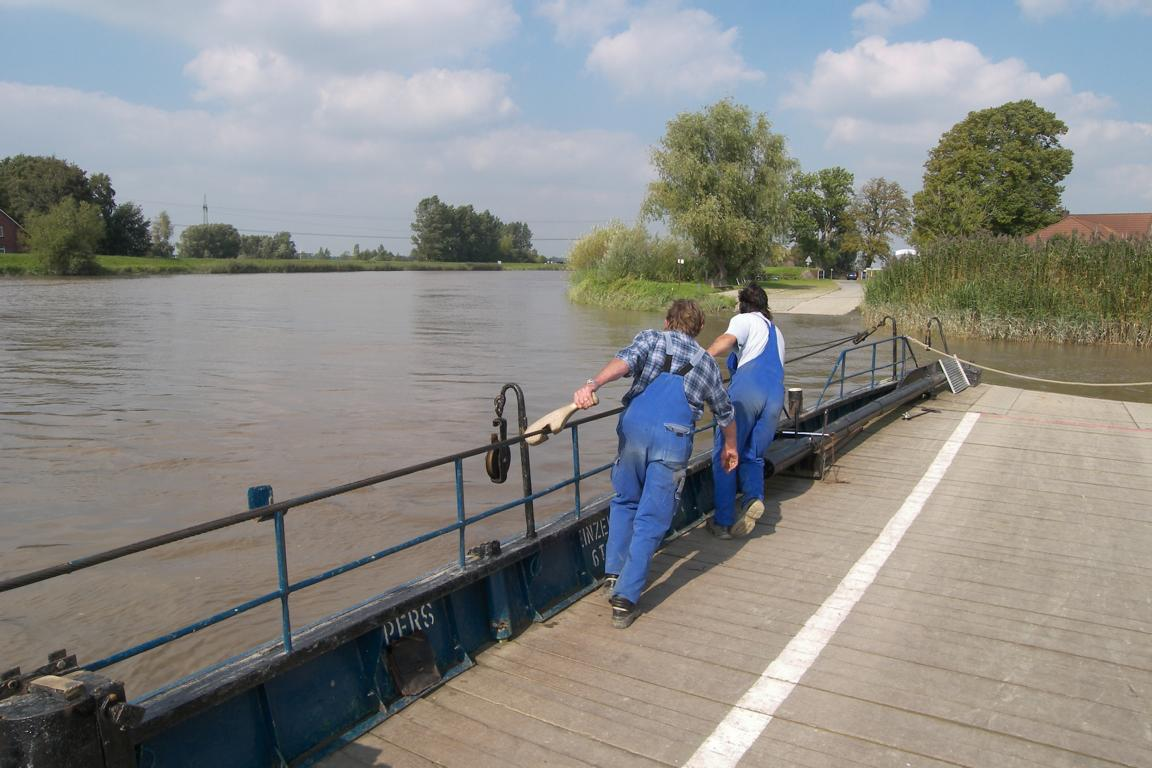
Die Pünte: Fährleute holen über.

In der Samtgemeinde befinden sich die Reste der Burg Stickhausen. Dabei handelt es sich um den 1498 angelegten Rundturm, der die Schleifung auf Befehl Friedrichs des Großen überstand. Nach dem Zweiten Weltkrieg wurden Maßnahmen zur Sicherung der Überreste ergriffen. Im Turm ist ein Heimat- und Volkskundemuseum untergebracht. Auf drei verschiedenen Etagen sind unterschiedliche Schwerpunkte zu finden: Während im Erdgeschoss die Kerkerzellen mit Folterwerkzeugen wie Streckbank und Zwingen erhalten sind, wird in der ersten Etage die Wohn- und Lebenssituation des Gefängniswärters dargestellt. Im zweiten Stock befindet sich eine Ausstellung zur Geschichte der Burg. Eine Vogel- und Vogeleiersammlung ergänzt die Ausstellung.
Eine Pünte verkehrt zwischen dem Leeraner Ortsteil Wiltshausen und Amdorf. Sie ist nach Angaben der Gemeinde Detern die älteste noch in Betrieb befindliche handgezogene Fähre Mitteleuropas. Die Pünte dient nahezu ausschließlich dem touristischen Verkehr, was sich schon an den Fährzeiten ablesen lässt: Sie verkehrt nur zwischen dem 1. Mai und dem 30. September, und während dieser Jahreszeit auch nur mittwochs bis sonntags von 10 bis 18 bzw. 19 Uhr. Betrieben wird die Fähre von einem Förderverein, nachdem der Landkreis Leer, der bis dahin Träger war, die Fährverbindung 1975 eingestellt hatte. Die erste urkundliche Erwähnung einer Fähre zwischen Wiltshausen und Amdorf datiert aus dem 15. Jahrhundert. Die Pünte kann auch Pkw verholen, der Großteil der Passagiere ist allerdings auf zwei Rädern unterwegs. Im Jahr 2011 transportierte die Fähre rund 600 Autos, mehr als 2500 Fußgänger, 8000 Fahrradfahrer und 700 Motorräder.

### Regelmäßige Veranstaltungen
Der Kulturkreis Jümme ist für die Organisation mehrerer Veranstaltungen im kulturellen Bereich zuständig. Dazu zählt auch das zweitägige Gartenfest „Burggarten“, das sommers im Garten der Stickhauser Burg stattfindet. In einer der historischen Kirchen der Samtgemeinde findet für gewöhnlich eines der Konzerte des Musikalischen Sommers in Ostfriesland statt.
An Silvester wird in Filsum die Tradition des Carbidschießens gepflegt.

### Sprache

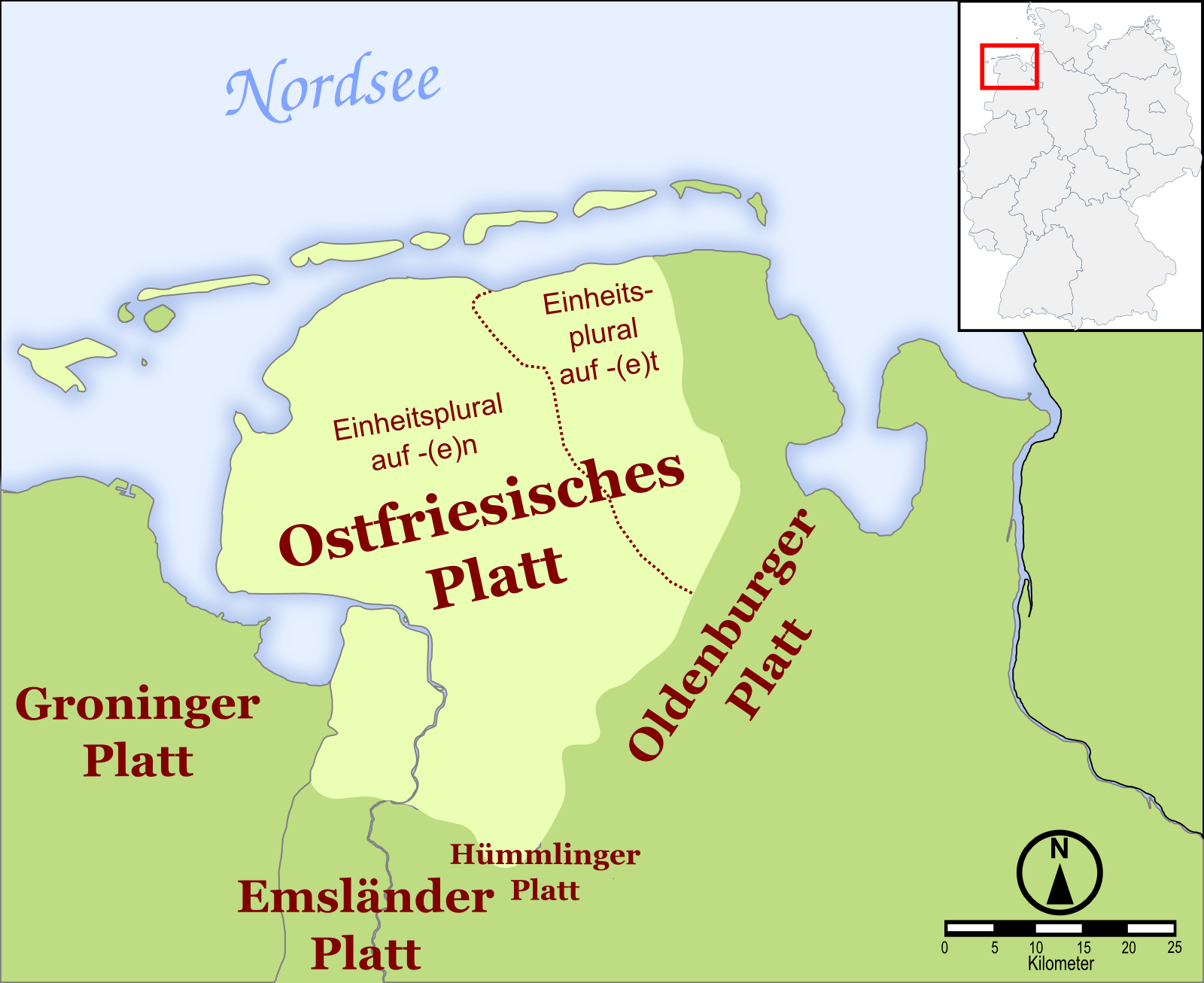
Verbreitungsgebiet des Ostfriesischen Platt

In der Samtgemeinde wird neben Hochdeutsch auch Ostfriesisches Platt gesprochen. Zumindest unter Erwachsenen ist Platt durchaus Alltagssprache. Die Samtgemeinde fördert – auch mit Unterstützung des Plattdütskbüros der Ostfriesischen Landschaft – den Gebrauch und damit den Erhalt des Plattdeutschen.

### Sport
In der Samtgemeinde gibt es vier Universalsportvereine: TuS Detern, Blau-Weiß Filsum, TSV Lammertsfehn und SV Nortmoor. Aufgrund des Wasserreichtums in der Samtgemeinde gibt es mehrere Vereine, die Sportarten „rund ums Wasser“ anbieten. Dies sind der Fischereiverein Stickhausen, der Wassersportclub Jümme und der Bootsclub Jümmesee. Der Fischereiverein ist einer von landesweit 17 Vereinen, die für ein Projekt zum Thema „Besatzfisch“ in Zusammenarbeit mit dem Berliner Leibniz-Institut für Gewässerökologie und Binnenfischerei ausgewählt wurden. Filsum ist als Pferdesporthochburg bekannt. Organisiert werden die Turniere vom dortigen Reit- und Fahrverein Filsum. Neben dem Reit- und Fahrverein gibt es auch den Pferdezuchtverein Filsum, einer von sechs seiner Art in Ostfriesland. Fohlenschauen finden beim Reit- und Fahrverein ebenso statt wie auf dem Hof des als Pferdeflüsterer aus dem Fernsehen bekannten Tamme Hanken. Die Friesensportarten Boßeln und Klootschießen werden im Boßelverein Deternerlehe betrieben. Schützenvereine gibt es in Nortmoor und Detern (Schützenverein Altes Amt Stickhausen). Am überregionalen Ligenbetrieb in den verschiedenen Sportarten nimmt kein Jümmer Verein teil.
Turnhallen finden sich bei den Schulen in Detern, Filsum und Nortmoor, Sportplätze in diesen drei Orten sowie in Lammertsfehn. Darüber hinaus gibt es in Detern noch Tennisplätze. Ein Hallen- oder Freibad findet sich in der Samtgemeinde hingegen nicht, Bademöglichkeiten sind im Sommer am Jümmesee vorhanden.

## Wirtschaft und Infrastruktur

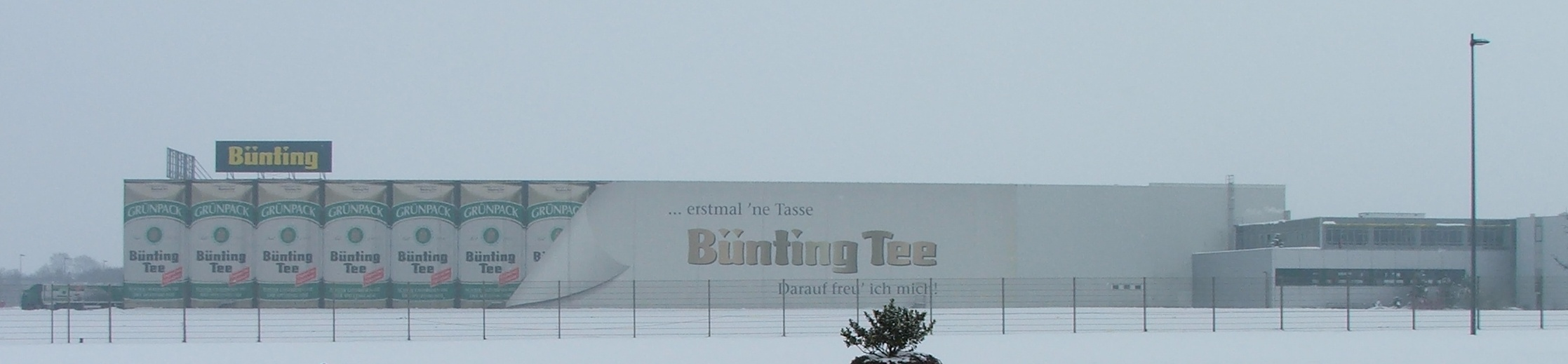
Zentrallager der Firma Bünting in Nortmoor

Die Wirtschaft in der Samtgemeinde Jümme wird in erster Linie von mittelständischen Betrieben geprägt. Daneben spielt die Landwirtschaft inklusive vor- und nachgelagerter Betriebe weiterhin eine Rolle in der Samtgemeinde. Von großer Bedeutung ist der Tourismus, vor allem in Detern und Umgebung. Hier befindet sich auch die wesentliche touristische Infrastruktur der Samtgemeinde. In der Samtgemeinde gibt es ein größeres Gewerbegebiet in Nortmoor, direkt an der Anschlussstelle Leer-Ost der Autobahn 28 gelegen. Trotz einer Erweiterung auf mittlerweile 35 Hektar ist es inzwischen voll belegt, eine weitere Expansion ist nicht möglich. Entstanden sind dort rund 400 Arbeitsplätze. Größtes der 20 Unternehmen in jenem Gewerbegebiet ist das Zentrallager der Leeraner Bünting-Gruppe, daneben sind dort unter anderem eine Firma für Baumaschinen- und Anlagentechnik und ein Betrieb für Stalleinrichtungen vertreten. Die Samtgemeinde-Verwaltung überlegt, in anderen Ortsteilen weitere Gewerbegebiete auf den Weg zu bringen. Ein kleines Gewerbegebiet befindet sich darüber hinaus in Filsum.
Daten zur Arbeitslosigkeit in der Gemeinde selbst werden nicht erhoben. Im Geschäftsbereich Leer der Agentur für Arbeit, der den Landkreis Leer ohne Borkum umfasst, lag die Arbeitslosenquote im November 2015 bei 5,8 Prozent und entsprach damit exakt dem niedersächsischen Durchschnitt.
Die Samtgemeinde ist in ihrer Gesamtheit eine Auspendler-Gemeinde. Da es auch zwischen den einzelnen Mitgliedsgemeinden Pendlerströme gibt, können Pendlerzahlen nicht für das komplette Samtgemeindegebiet aggregiert ausgewiesen werden. Angaben liegen für die einzelnen Gemeinden vor, die nach einer Erhebung aus dem Jahr 2006 allesamt ein negatives Pendlersaldo aufweisen. Das Pendlersaldo der Gemeinde Nortmoor ist jedoch nur minimal negativ: Hier wirkt sich das Gewerbegebiet an der A 28 deutlich aus. 397 Einpendlern stehen 411 Auspendler gegenüber. Deutlicher ist das negative Pendlersaldo in den Gemeinden Filsum (235 Einpendler, 527 Auspendler) und Detern (157 Einpendler, 574 Auspendler). Die Gesamtzahl der sozialversicherungspflichtig Beschäftigten in der Samtgemeinde beträgt 1711. Dem stehen 988 sozialversicherungspflichtige Arbeitsplätze im Samtgemeindegebiet gegenüber.

### Tourismus
Der Tourismus spielt im Wirtschaftsleben der Samtgemeinde eine wichtige Rolle. Obschon Jümme im Vergleich zu anderen Kommunen des Landkreises Leer nur eine durchschnittliche Größe aufweist, liegt es bei der Zahl der Übernachtungen (Stand: 2010) auf dem dritten Rang hinter Borkum und Leer. In der Samtgemeinde wurden 115.646 Übernachtungen registriert. Neben Hotels und Pensionen sowie Ferienhäusern und -wohnungen gibt es auch einen Campingplatz am Jümmesee. Daneben ist ein Wohnmobil-Stellplatz mit 40 Plätzen entstanden, dessen Übernachtungszahlen in den vergangenen Jahren stiegen: von knapp 7.500 im Jahr 2008 über 8.977 auf 10.784 im Jahr 2010.

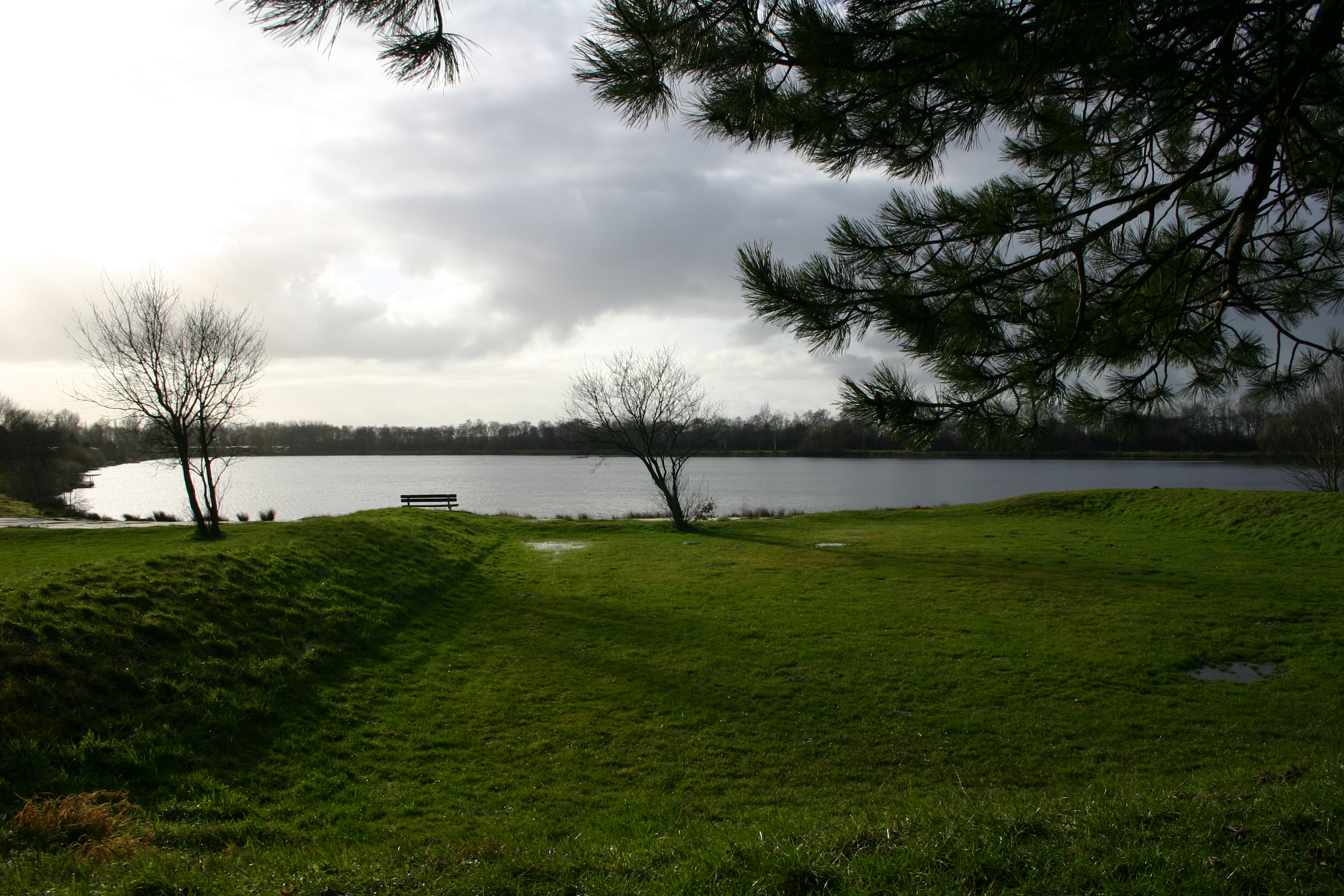
Der Jümmesee bei Detern

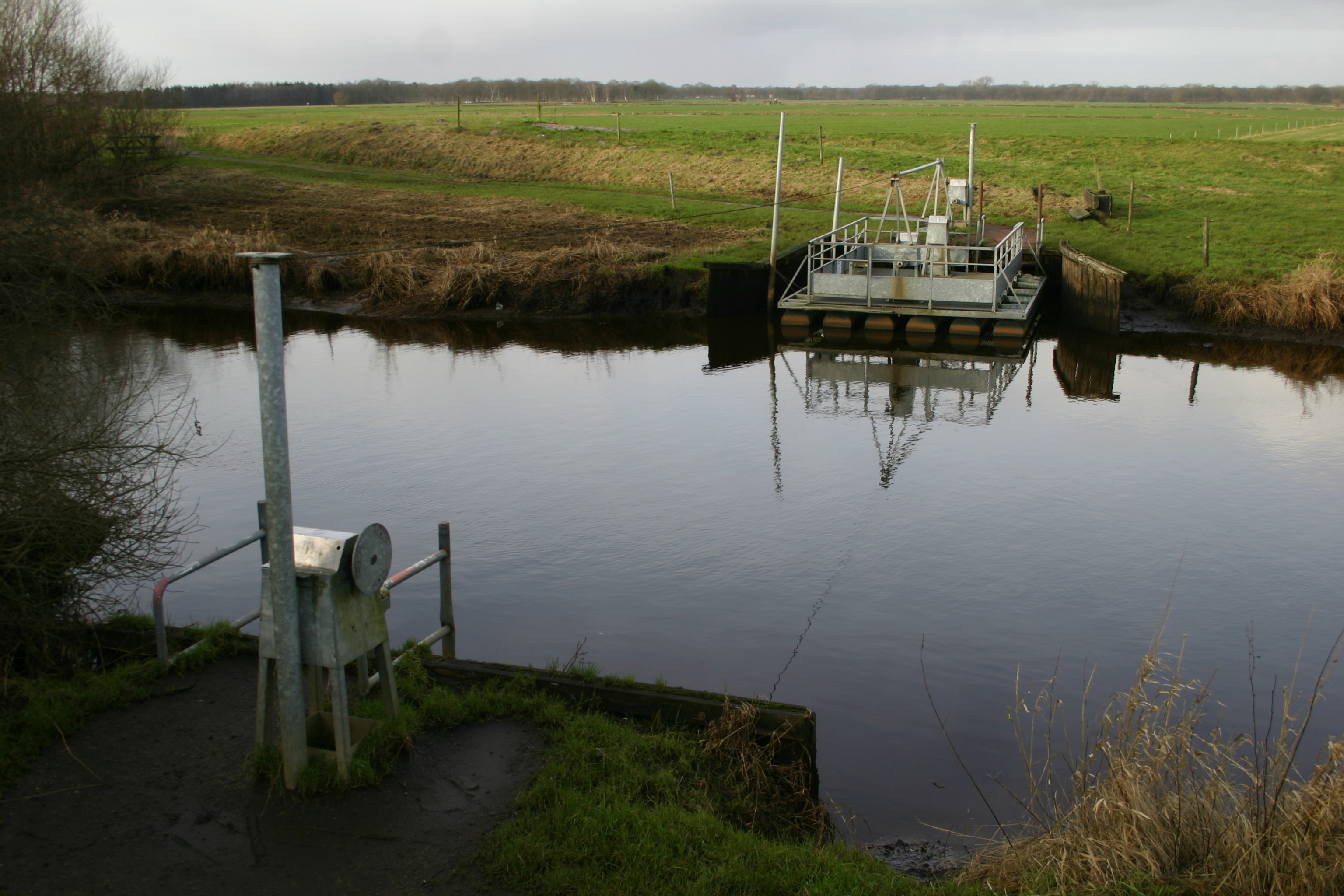
Kurbelfähre über das Holtlander Ehetief

Aufgrund des Wasserreichtums im Samtgemeindegebiet spielt der Wassertourismus eine große Rolle. In Stickhausen befindet sich eine Paddel- und Pedalstation, an der sich Besucher sowohl Fahrräder als auch Kanus ausleihen können. Diese Stationen sind Teil eines durch Kanäle und Radwanderrouten verbundenen Netzes in Ostfriesland, an denen an anderen Stationen ausgeliehene Fortbewegungsmittel getauscht werden können. Angeln ist an 14 Steh- und 8 Fließgewässern im Gebiet möglich. Nahe der Jümme in Detern, aber nicht mit dem Fluss verbunden, liegt der Jümmesee. Bei ihm handelt es sich um einen Bade- und Angelsee mit weiterer touristischer Infrastruktur, der im Zuge des Ausbaus der B 72 angelegt wurde.
Der Fahrradtourismus spielt neben dem Wassertourismus im Samtgemeindegebiet eine wichtige Rolle. Jümme hat mit den Nachbarkommunen Hesel und Uplengen sowie der Gemeinde Moormerland die bislang längste Radwanderroute der Region eingerichtet, die „Ostfriesen-Route“ über 172 Kilometer. Darüber hinaus ist die Samtgemeinde an die Radwander-Fernwege Friesischer Heerweg und Deutsche Fehnroute angebunden. Eine Besonderheit im Radwegenetz der Gemeinde ist die Kurbelfähre über das Holtlander Ehetief auf der Grenze zur Samtgemeinde Hesel: Die Nutzer führen die Fähre selbst über das Flüsschen. Für Autos ist sie nicht zu benutzen.

### Landwirtschaft

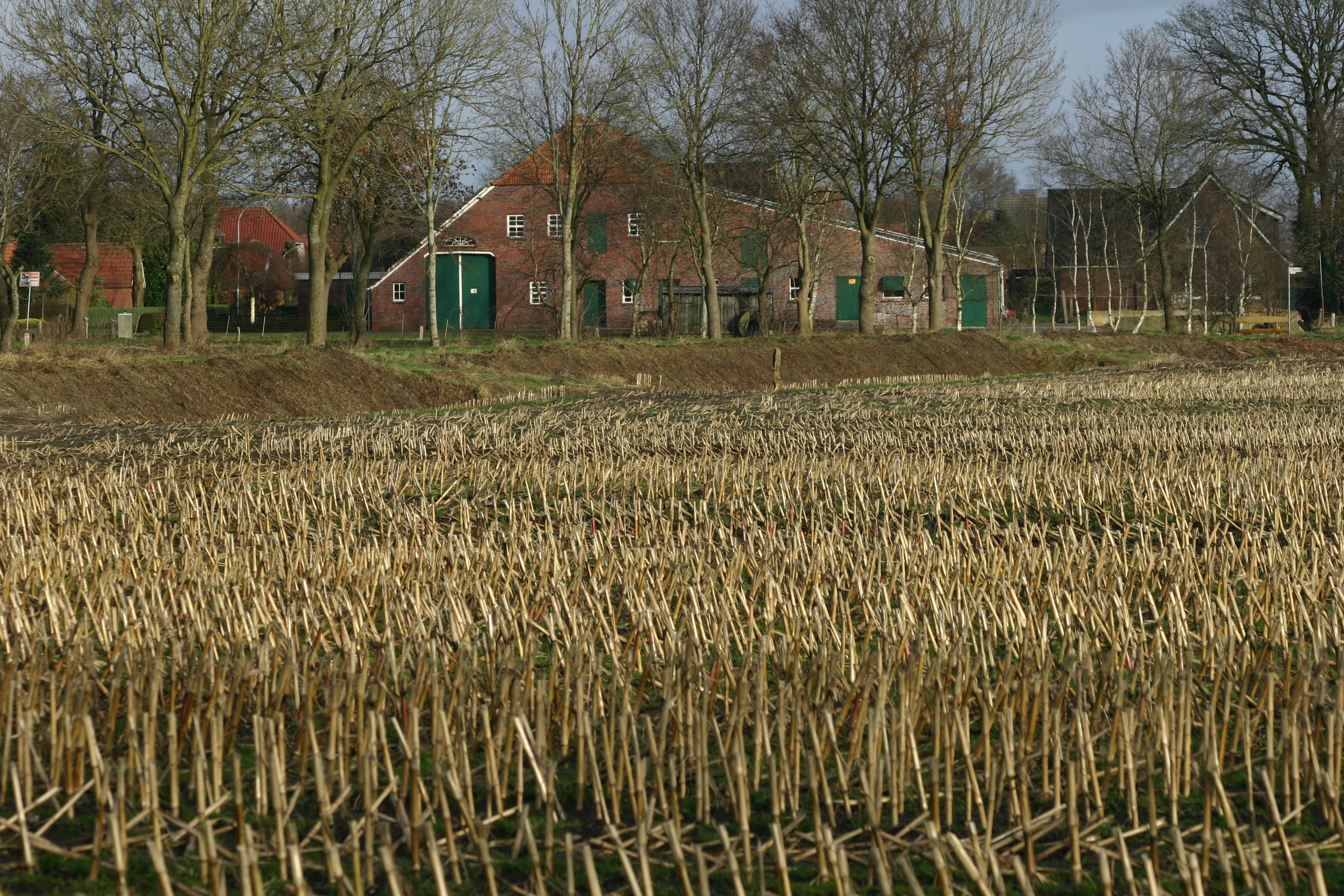
Gulfhaus mit abgeerntetem Maisfeld im Vordergrund in Lammertsfehn

Die Landwirtschaft im Samtgemeindegebiet ist geprägt von der Milchwirtschaft, in geringerem Umfang auch vom Futteranbau für das Vieh. Aufgrund des überragenden Anteils an Landwirtschaftsflächen in der Samtgemeinde trägt diese zu einem Gutteil dazu bei, dass der Landkreis Der 2021 der siebtgrößte Milcherzeuger-Landkreis in Deutschland war. Die Milchlandwirte leiden seit einigen Jahren unter einem oft geringen und stark schwankenden Preis für Milch und Milchprodukte. Einzelne Landwirte haben sich auf Direktvermarktung sowie biologische Landwirtschaft spezialisiert. Zusatzeinkünfte verdienen sich Landwirte durch das Aufstellen von Windkraftanlagen oder die Gewinnung von Energie aus Biomasse. Außerdem vermieten einzelne Landwirte Zimmer an Feriengäste unter dem Motto Urlaub auf dem Bauernhof.
Planungen zum Bau von Großställen zur Massentierhaltung stießen in der Samtgemeinde auf Widerstand. Anfang 2012 bildete sich in der Samtgemeinde eine Bürgerinitiative gegen Mastställe, nachdem es seit 2011 Planungen für einen Stall für 40.000 Legehennen gab. Das Vorhaben wurde von den Investoren inzwischen aufgegeben.

### Verkehr

Verkehrsachsen in Ostfriesland: Die Samtgemeinde Jümme (östlich von Leer) liegt verkehrsgünstig an der Bundesstraße 72 und an der A 28.

Die Samtgemeinde Filsum liegt verkehrsgünstig an der Autobahn 28 und an der Bundesstraße 72. Die A 28 führt von Leer über Oldenburg zum Autobahndreieck Stuhr bei Bremen. Auf dem Gebiet der Samtgemeinde befinden sich die beiden Anschlussstellen Leer-Ost (teils auch auf dem Gebiet der Nachbargemeinde Brinkum) und Filsum. An der Anschlussstelle Filsum kreuzt die Autobahn die B 72, die von Norddeich über Aurich nach Cloppenburg und weiter über die A 1 nach Schneiderkrug führt. Bis zur Fertigstellung der A 31 in den 1990er- und 2000er-Jahren war dies die zeitlich kürzeste Verbindung Ostfrieslands mit dem Raum Osnabrück und damit auch dem südlich davon gelegenen Nordrhein-Westfalen. Im Bereich der Samtgemeinde ist die B 72 als Kraftfahrstraße ausgebaut: im nördlichen Bereich zweispurig mit breiten Standstreifen, im südlichen Bereich im 2+1-System, bei dem die Fahrtrichtungen im Wechsel für rund 1,5 km zwei Fahrstreifen besitzen, während die andere Richtung nur einstreifig verläuft. Im vorliegenden Gebiet gibt es zwei höhenungleiche Anschlussstellen der B 72, Filsum und Detern. Die weiteren überörtlichen Straßen in der Samtgemeinde sind zwei Landesstraßen und Kreisstraßen. Die L 821 ist für den innergemeindelichen Verkehr die wichtigere: Sie führt von Leer über Nortmoor nach Filsum, nutzt dann die B 72 und führt ab Detern weiter in Richtung Augustfehn. Die L 21 verbindet Detern mit den Ortschaften der Nachbargemeinden Rhauderfehn und Ostrhauderfehn.

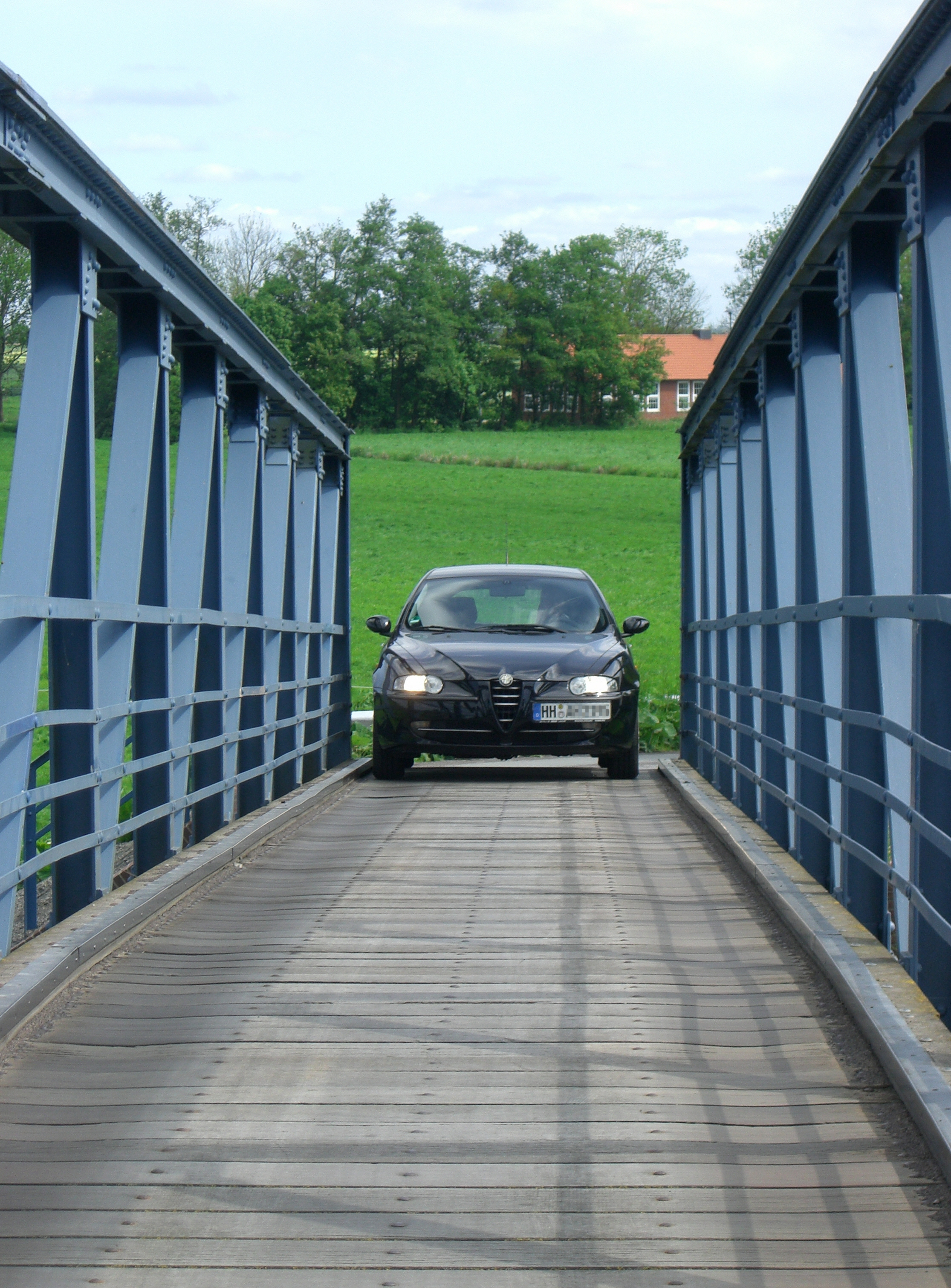
Auto beim Passieren der Brücke Amdorf

Eine Besonderheit im Straßenverkehr in der Samtgemeinde ist die Ledabrücke Amdorf, Deutschlands schmalste Autobrücke, die die Verkehrsverbindung über die Leda zwischen Amdorf und Leer oder Backemoor ermöglicht. Die Brücke wurde von Januar bis Juni 1956 erbaut, um die Verkehrsanbindung Amdorfs und Neuburgs zu sichern. Bis dahin waren die Hauptverkehrsstraßen in die umliegenden Gemeinden und die Stadt Leer nur über die Personenfähre Amdorf und über die Pünte Wiltshausen zu erreichen. Da im Winter der Fährverkehr eingestellt wurde, war jegliche Anbindung abgeschnitten. Schulbesucher, Post, Milch- und Viehtransporte sowie Feuerwehr und Rettungsdienst mussten bis dahin, soweit überhaupt möglich, den unbefestigten Umweg über Stickhausen antreten. Die Leda-Brücke, eine Stahlbogenbrücke, ist inklusive der Auffahrten 150 Meter lang, 2,50 Meter breit und von der Brückensohle bis zum Scheitel 2,44 Meter hoch. Die reine Brücke ist 50 Meter lang, die Fahrspur ist 1,85 Meter schmal. Die Maximalbreite der Fahrzeuge darf 1,80 Meter nicht überschreiten, das zulässige Maximalgewicht beträgt zwei Tonnen. Für den landwirtschaftlichen Verkehr ist die Brücke daher nicht zu benutzen. Der Verkehr wird durch Ampeln geregelt.
An der Landesstraße 821 gibt es abschnittsweise einen separaten Radweg, desgleichen an mehreren Kreisstraßen. An der L 21 hingegen gibt es trotz entsprechender Forderungen der Anlieger noch keinen Radweg.
Die Bahnstrecke Oldenburg–Leer führt in Ost-West-Richtung durch das Samtgemeindegebiet. Nach Schließung der Bahnhöfe in Detern, Filsum und Nortmoor um das Jahr 1970 fahren die Züge allerdings ohne Halt durch die genannten Orte. Die nächstgelegenen Bahnhöfe sind diejenigen in Leer und Augustfehn. Beide sind Intercity-Haltepunkte auf der Relation Norddeich–Hannover–Berlin/Leipzig, zudem verkehrt auf dieser Strecke der Regionalexpress zwischen Norddeich und Hannover.
Für den kommerziellen Schiffsverkehr sind Jümme und Leda (in diesem Abschnitt) ohne Bedeutung. Allerdings herrscht reger Ausflugsverkehr.

### Bildung
In der Samtgemeinde gibt es Grundschulen in den Orten Nortmoor, Filsum und Detern. Die Grundschulen befinden sich in Trägerschaft der Samtgemeinde. In diesen drei Orten sind auch jeweils Kindergärten beheimatet. Weiterführende Schulen gibt es in der Samtgemeinde nicht. Die nächstgelegenen weiterführenden Schulen sind die Haupt- und Realschule „Kloster Barthe“ in Hesel mit einer Außenstelle in Brinkum, die Wilhelm-Busch-Schule für Lernhilfe in Hesel, das Teletta-Groß-Gymnasium und das Ubbo-Emmius-Gymnasium in Leer. Schüler, insbesondere aus dem östlichen Samtgemeindegebiet, besuchen ebenfalls die Integrierte Gesamtschule in Augustfehn im Landkreis Ammerland. In Leer gibt es auch die nächstgelegenen Berufsbildenden Schulen. Diese Schulen befinden sich in Trägerschaft des Landkreises Leer. Die nächstgelegene Fachhochschule ist die Hochschule Emden/Leer. Die nächstgelegene Universität ist die Carl von Ossietzky Universität in Oldenburg.

### Medien
Jümme liegt im Verbreitungsgebiet der Ostfriesen-Zeitung, die de facto eine Monopolstellung in der Samtgemeinde innehat. Verschiedene anzeigenfinanzierte Blätter (Neue Zeitung sowie Sonntags-Report und andere) erscheinen wöchentlich beziehungsweise monatlich und ergänzen die lokale Berichterstattung. Aus der Gemeinde berichtet zudem der Bürgerrundfunksender Radio Ostfriesland.

## Persönlichkeiten

Ludwig Ihmels

Der Wirtschaftswissenschaftler Bernhard Harms (1876–1939) wurde in Detern geboren und wechselte nach Studium und verschiedenen beruflichen Stationen 1908 an die Christian-Albrechts-Universität zu Kiel. Dort gründete er das renommierte Institut für Weltwirtschaft.
Der ebenfalls aus Detern stammende evangelische Theologe und Publizist Carl Heinrich Ihmels (1888–1967) war 37 Jahre lang Direktor des Leipziger Missionswerks und während der Zeit des Nationalsozialismus Mitglied der Bekennenden Kirche. Er war der Sohn des aus Middels stammenden Pastors Ludwig Ihmels, der von 1885 bis 1894 die Pastorenstelle in Detern innehatte und später der erste Landesbischof von Sachsen und Inhaber des Dogmatiklehrstuhls an der Universität Leipzig wurde.
1956 wurde in Nortmoor der frühere Bremer SPD-Bürgerschaftsabgeordnete (1995–2007) und heutige Sprecher des Bremer Senats, Hermann Kleen, geboren.
Der überregional durch die NDR-Fernsehreihe Der XXL-Ostfriese bekannte Pferdeflüsterer und Buchautor Tamme Hanken († 2016) wurde 1960 in Filsum geboren und bewirtschaftete dort einen Pferde-Reha-Hof. Der Serientitel ging auf sein Äußeres zurück: Hanken war 207 cm groß und 160 kg schwer. In der Serie wurde seine Arbeit als Chiropraktiker für Tiere, in Ostfriesland im Volksmund Knochenbrecher genannt, beschrieben. Jüngeren Datums ist die Fernsehreihe Jümmer Justizgeschichten, die allerdings weder von Fällen aus Jümme (oder überhaupt aus Ostfriesland) handeln noch dort gedreht wurden.